# Campanya de Noruega
La campanya de Noruega (8 d'abril - 10 de juny de 1940) va implicar l'intent de les forces aliades de defensar el nord de Noruega juntament amb la resistència de l'exèrcit noruec a la invasió del país per l'Alemanya nazi durant la Segona Guerra Mundial.
Planejat com l'Operació Wilfred i el Pla R 4 , mentre que l'atac alemany es temia però encara no s'havia produït, el creuer de batalla HMS Renown va salpar des de Scapa Flow cap a Vestfjorden amb dotze destructors el 4 d'abril. La Royal Navy i la Kriegsmarine es van trobar a la primera i la segona batalles navals de Narvik els dies 10 i 13 d'abril, i les forces britàniques van realitzar el desembarcament d'Åndalsnes el 13 d'abril. El principal motiu estratègic perquè Alemanya va envair Noruega va ser apoderar-se del port de Narvik i garantir el lliurament del mineral de ferro necessari per a la producció d'acer alemanya.
La campanya es va lluitar fins al 10 de juny de 1940 i va veure la fugida del rei Haakon VII i del príncep hereu Olav al Regne Unit. Una força expedicionària britànica, francesa i polonesa de 38.000 soldats va desembarcar al nord. Va tenir un èxit moderat però va fer una ràpida retirada estratègica després que comencés la batalla de França el 14 de maig. El govern noruec es va exiliar llavors a Londres. La campanya va acabar amb l'ocupació de tota Noruega per Alemanya, però elements de l'exèrcit noruec van escapar i van lluitar a l'estranger.

## Fons

### Esclat de la Segona Guerra Mundial
Gran Bretanya i França havien signat tractats d'assistència militar amb Polònia i dos dies després de la invasió alemanya de Polònia l'1 de setembre de 1939, tots dos van declarar la guerra a l'Alemanya nazi. No obstant això, cap dels dos països va organitzar operacions ofensives significatives i durant diversos mesos no hi va haver enfrontaments importants, i aquest període es va conèixer com la Guerra de Broma o "Guerra del Crepuscle". Winston Churchill, en particular, desitjava escalar la guerra cap a una fase més activa, en contrast amb el primer ministre Neville Chamberlain.
Durant aquest temps ambdues parts van voler obrir fronts secundaris. Per als aliats, en particular els francesos, això es basava en el desig d'evitar la repetició de la guerra de trinxeres de la Primera Guerra Mundial, que s'havia produït a la frontera franco-alemanya.
Després de l'esclat de la Segona Guerra Mundial, el govern noruec havia mobilitzat parts de l'exèrcit noruec i tots els vaixells de guerra de la Reial Marina Noruega menys dos. El Servei Aeri de l'Exèrcit Noruec i el Servei Aeri de la Marina Reial de Noruega també van ser cridats per protegir la neutralitat noruega de les violacions dels països en guerra. Les primeres violacions d'aquest tipus van ser l'enfonsament a les aigües territorials noruegues de diversos vaixells britànics per part dels submarins alemanys . En els mesos següents, avions de tots els bel·ligerants van violar la neutralitat noruega.
Gairebé immediatament després de l'esclat de la guerra, els britànics van començar a pressionar el govern noruec perquè els proporcionés els serveis de la marina mercant noruega, atès que necessitaven una gran necessitat d'enviament per oposar-se a la força de les forces nazis. Després de llargues negociacions entre el 25 de setembre i el 20 de novembre de 1939, els noruecs van acordar llogar 150 vaixells cisterna, així com altres vaixells amb un tonatge de 450.000 tones brutes. La preocupació del govern noruec per les línies de subministrament del país va tenir un paper important per persuadir-los d'acceptar l'acord.

### Valor de Noruega
Noruega, tot i que neutral, es va considerar estratègicament important per ambdues parts per diversos motius. Primer va ser la importància del mineral de ferro de Suècia, del qual depenia Alemanya, exportat a través del port noruec de Narvik. Aquesta ruta era especialment important als mesos d'hivern quan gran part del mar Bàltic estava glaçat. Narvik va tenir més importància per als britànics quan es va fer evident que l'operació Caterina, un pla per aconseguir el control del mar Bàltic, no es realitzaria. El großadmiral Erich Raeder havia assenyalat diverses vegades el 1939 el perill per a Alemanya de la Gran Bretanya agafant la iniciativa i llançant la seva pròpia invasió a Escandinàvia, perquè si la poderosa Royal Navy tingués bases a Bergen, Narvik i Trondheim, el mar del Nord quedaria pràcticament tancat a Alemanya, i la Kriegsmarine estaria en perill fins i tot al Bàltic.
Controlar Noruega també seria un actiu estratègic a la batalla de l'Atlàntic. La presa de ports crearia bretxes en el  bloqueig d'Alemanya, donant accés a l'oceà Atlàntic.  Aquests ports permetrien a Alemanya utilitzar el seu poder marítim amb eficàcia contra els Aliats. El control de les bases aèries noruegues permetria als avions de reconeixement alemanys operar lluny a l'Atlàntic Nord, mentre que els submarins i vaixells de superfície alemanys que operen des de les bases navals noruegues podrien trencar la línia de bloqueig britànica a través del mar del Nord i atacar els combois que es dirigeixen a Gran Bretanya.

### Guerra d'hivern
Quan la Unió Soviètica va llançar el seu atac contra Finlàndia el 30 de novembre de 1939, els Aliats es van trobar alineats amb Noruega i Suècia en suport de Finlàndia contra l'agressor molt més gran.
Després de l'esclat de la Guerra d'Hivern entre Finlàndia i la Unió Soviètica, Noruega va mobilitzar forces terrestres més grans del que inicialment s'havia considerat necessari. A principis de 1940, la seva 6a Divisió a Finnmark i Troms va desplegar 9.500 soldats per defensar-se d'un potencial atac soviètic, situat principalment a les regions orientals de Finnmark. Parts de les forces de la 6a Divisió van romandre a Finnmark fins i tot després de la invasió alemanya, per protegir-se del perill. Durant la Guerra d'Hivern, les autoritats noruegues van trencar en secret la neutralitat del país enviant als finlandesos un enviament de 12 peces d'artilleria Ehrhardt de 7,5 cm Model 1901 i 12.000 obusos, a més de permetre als britànics utilitzar el territori noruec per transferir avions i altres armes a Finlàndia.
Això va presentar una oportunitat als Aliats; oferint-los el potencial d'utilitzar la invasió per enviar també suport de tropes per ocupar jaciments de mineral a Suècia i ports de Noruega. El pla, promogut pel general britànic Edmund Ironside, incloïa dues divisions que desembarcaven a Narvik, cinc batallons en algun lloc a mitjan Noruega i altres dues divisions a Trondheim. El govern francès va impulsar accions per fer front als alemanys lluny de França.
Aquests avenços van preocupar els alemanys. El Pacte Molotov-Ribbentrop havia situat Finlàndia dins de l'esfera d'influència soviètica , i per tant els alemanys van reclamar la neutralitat en el conflicte. Aquesta política va provocar un augment del sentiment antialemany a tota Escandinàvia, ja que es creia comunament que els alemanys estaven aliats amb els soviètics. Els temors van començar a sorgir a l'alt comandament alemany que Noruega i Suècia permetessin que les tropes aliades transitessin pel seu territori per anar en ajuda de Finlàndia.
Els desplegaments aliats proposats mai es van produir, després de les protestes tant de Noruega com de Suècia, quan es va suggerir el tema de les transferències de tropes pel seu territori. Amb el Tractat de Pau de Moscou el 12 de març de 1940, es van abandonar els plans aliats relacionats amb Finlàndia. L'abandonament dels desembarcaments planificats va posar una immensa pressió francesa sobre el govern britànic de Neville Chamberlain, i finalment va provocar que els aliats posessin mines a la costa noruega el 8 d'abril.

### Vidkun Quisling i la investigació inicial alemanya

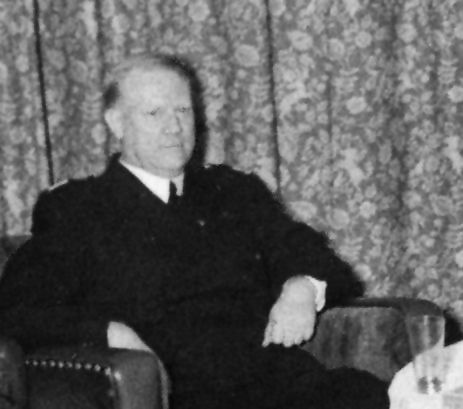
Vidkun Quisling l'any 1942. El seu nom es convertiria en sinònim de "traïdor".

L'alt comandament alemany va pensar inicialment que la postura neutral de Noruega era del seu interès. Mentre els aliats no entréssin a les aigües noruegues, hi hauria un pas segur per als vaixells mercants que transportessin mineral a través de les aigües costaneres noruegues fins a Alemanya.
El Großadmiral Erich Raeder, però, va defensar una invasió. Creia que els ports noruecs tindrien una importància crucial per a Alemanya en una guerra amb el Regne Unit.
El 14 de desembre de 1939, Raeder va presentar Adolf Hitler a Vidkun Quisling, un antic ministre de Defensa noruec del Nasjonal Samling. Quisling va proposar una cooperació pangermànica entre l'Alemanya nazi i Noruega. En una segona reunió el 18 de desembre, Quisling i Hitler van discutir l'amenaça d'una invasió aliada de Noruega.
Després de la primera reunió amb Quisling, Hitler va ordenar a l'Oberkommando der Wehrmacht (OKW) que comencés a investigar els possibles plans d'invasió de Noruega. Conèixer amb Quisling va ser fonamental per encendre l'interès d'Hitler a portar el país de manera efectiva sota el seu control. El primer pla alemany complet per a l'ocupació de Noruega, Studie Nord, ordenat per Hitler el 14 de desembre, es va completar el 10 de gener de 1940. El 27 de gener, Hitler va ordenar que es desenvolupés un nou pla, anomenat  Weserübung. Els treballs Weserübung van començar el 5 de febrer.

### L'incidentAltmark

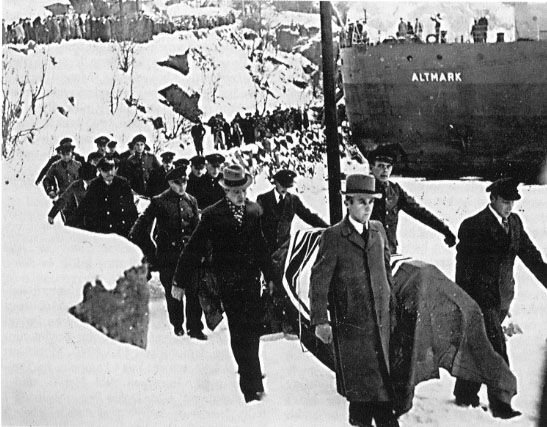
Els alemanys morts són portats a terra per ser enterrats després de l'incident de l'Altmark.

L'incident de l'Altmark es va produir a la tarda del 16 de febrer de 1940 quan el destructor de la Royal Navy HMS Cossack va entrar a les aigües territorials noruegues, interceptant i pujant a bord del vaixell auxiliar alemany Altmark al fiord de Jøssing. L'Altmark havia passat els mesos anteriors com a petrolier de la flota convertit en vaixell presó per al creuer alemany Admiral Graf Spee mentre aquest últim actuava com a atac de comerç a l'Atlàntic Sud. Quan va començar el viatge de tornada a Alemanya, portava 299 presoners agafats dels vaixells aliats enfonsats pel Graf Spee. Va voltar Escòcia, després va entrar a les aigües territorials noruegues prop del fiord de Trondheim, portant la bandera del servei imperial (Reichsdienstflagge). Una escorta naval noruega acompanyava l'Altmark mentre avançava cap al sud, abraçant la costa noruega. Quan l'Altmark s'acostava al port de Bergen el 14 de febrer, les autoritats navals noruegues van exigir una inspecció de la seva càrrega. El dret internacional no prohibia el trasllat de presoners de guerra per aigües neutrals, i el capità alemany va rebutjar la inspecció. Això va portar el comandant a Bergen, l'almirall Carsten Tank-Nielsen, a negar l'accés a l'Altmark a la zona del port d'accés restringit. Tank-Nielsen va ser anul·lat pel seu superior, l'almirall Henry Diesen, i va ser escortat. Segons les normes de neutralitat noruegues, els vaixells governamentals operats pels països en guerra estaven prohibits d'entrar a ports noruecs tan importants estratègicament. Aquesta violació de les regulacions va ser perquè Diesen temia que els britànics interceptessin l'Altmark si es veia obligat a navegar més lluny.
El 16 de febrer, l'Altmark va ser detectat per tres avions britànics. Això va portar a la Royal Navy a enviar un creuer lleuger i cinc destructors que patrullaven a prop. Sota l'atac de dos destructors britànics (HMS Ivanhoe i Intrepid), l'Altmark va fugir al fiord de Jøssing. Va ser escortada per la torpedinera noruega Skarv. Més tard es va unir a ella al fiord un segon, Kjell, i el patruller Firern . Quan el Cossack va entrar al fiord a les 22:20 hora local, els vaixells noruecs no van intervenir quan els britànics van abordar l'Altmark a última hora del 16 de febrer. L'acció d'embarcament va comportar l'alliberament de 299 presoners de guerra britànics retinguts al vaixell alemany. El grup d'embarcament va lluitar en combat cos a cos amb la tripulació de l'Altmark , matant set mariners alemanys.
Després d'això, els alemanys van enviar fortes protestes a Noruega, i els noruecs van enviar protestes a Gran Bretanya. Si bé els experts noruecs, suecs i nord-americans en dret internacional van afirmar que l'abordament de l'Altmark era una violació de la neutralitat noruega, el govern britànic va argumentar que l'incident era com a molt una violació tècnica que havia estat moralment justificada. El conjunt va portar als alemanys a accelerar els seus plans per a una invasió de Noruega. El 21 de febrer, el general Nikolaus von Falkenhorst va ser encarregat de la seva planificació i al comandament de les forces terrestres. L'1 de març va signar l'aprovació oficial per a la invasió i ocupació de Dinamarca i Noruega.

## Plans inicials

### Plans aliats
Amb el final de la Guerra d'Hivern, els aliats van determinar que qualsevol ocupació de Noruega o Suècia probablement faria més mal que bé, possiblement conduint els països neutrals a una aliança amb Alemanya. No obstant això, el nou primer ministre francès, Paul Reynaud, va adoptar una postura més agressiva que el seu predecessor i va voler que es prengués algun tipus d'acció contra Alemanya. Churchill era un fort agitador per a l'acció a Escandinàvia perquè volia tallar Alemanya de Suècia i empènyer els països escandinaus al costat del Regne Unit. Això implicava inicialment un pla de 1939 per penetrar al Bàltic amb una força naval. Aviat es va canviar a un pla que implicava l'extracció de les aigües noruegues per aturar els enviaments de mineral de ferro des de Narvik i provocar que Alemanya atacara Noruega, on podria ser derrotada per la Royal Navy.
Es va acordar utilitzar el pla de mineria naval de Churchill, l'operació Wilfred, dissenyat per eliminar el santuari de les vies fluvials costaneres de Noruega i forçar els vaixells de transport a aigües internacionals, on la Royal Navy podria fer-los front i destruir-los. L'acompanyaria el Pla R 4, una operació on, després d'una contraposició gairebé segura alemanya a l'operació Wilfred, els aliats procedirien a ocupar Narvik, Trondheim, Bergen i Stavanger. Els planificadors esperaven que l'operació no provoqués els noruecs a resistir els aliats amb força armada.
Els aliats no estaven d'acord sobre l'operació addicional Royal Marine, on també es col·locarien mines al riu Rin. Si bé els britànics van donar suport a aquesta operació, els francesos la van vetar durant tres mesos, ja que també depenien del Rin i temien els atacs aeris alemanys als seus avions i fàbriques de municions.  A causa d'aquest retard, l'Operació Wilfred, inicialment programada per al 5 d'abril, es va retardar fins al 8 d'abril quan els britànics van acceptar emprendre les operacions noruegues per separat de les del continent.

### Plans alemanys

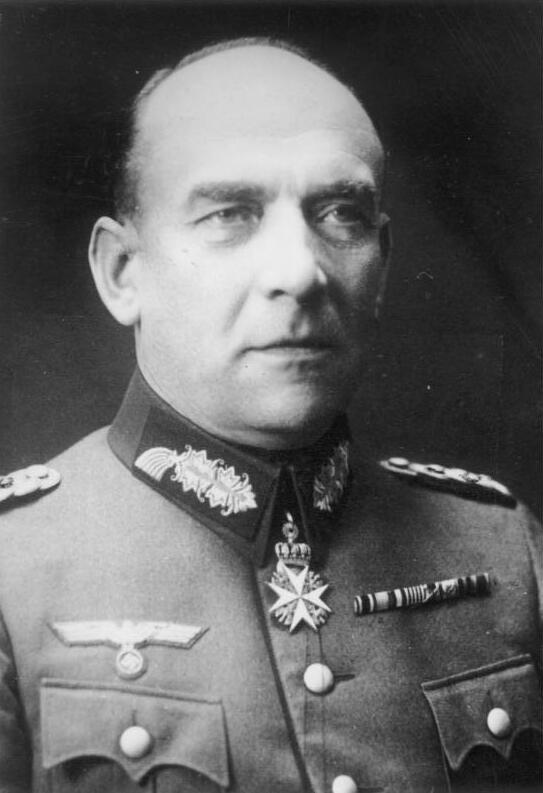
El general Nikolaus von Falkenhorst va planificar i dirigir la invasió i conquesta alemanya de Noruega

Ja en una planificació de baixa prioritat durant mesos, l'operació Weserübung  va trobar una nova sensació d'urgència després de l'incident de l'Altmark . Els objectius de la invasió eren assegurar el port de Narvik i les vies fluvials costaneres per al transport de minerals, i controlar el país per evitar la col·laboració amb els aliats. S'havia de presentar com una protecció armada de la neutralitat de Noruega.
Un tema debatut pels estrategs alemanys va ser l'ocupació de Dinamarca. Dinamarca es considerava vital perquè la seva ubicació facilitava un major control aeri i naval de la zona. Tot i que alguns volien simplement pressionar Dinamarca perquè acceptés, finalment es va determinar que seria més segur per a l'operació si Dinamarca fos capturada per la força.
Un altre assumpte que va provocar una reelaboració addicional del pla va ser Fall Gelb, la proposta d'invasió del nord de França i els Països Baixos, que requeriria el gruix de les forces alemanyes. Com que es necessitaven algunes forces per a ambdues invasions, Weserübung no es va poder produir al mateix temps que Gelb, i com que les nits, que proporcionaven una cobertura vital per a les forces navals, s'escurçaven a mesura que s'acostava la primavera, per tant va haver de ser abans. Finalment, el 2 d'abril, els alemanys van establir el 9 d'abril com el dia de la invasió (Wesertag), i les 04:15 (hora noruega) com l'hora del desembarcament (Weserzeit).
A Noruega, el pla alemany demanava la captura de sis objectius principals mitjançant desembarcaments amfibis: Oslo, Kristiansand, Egersund, Bergen, Trondheim i Narvik. A més, els Fallschirmjäger havien de capturar altres llocs clau, com els aeròdroms de Fornebu als afores d'Oslo i el de Sola fora de Stavanger. El pla va ser dissenyat per aclaparar ràpidament els defensors noruecs i ocupar aquestes àrees vitals abans que es pogués muntar qualsevol forma de resistència organitzada. Així es van organitzar les forces següents:
- Grup 1 : Deu destructors que transporten 2.000 soldats Gebirgsjäger comandats pel general Eduard Dietl a Narvik[21]
- Grup 2 : El creuer pesant Admiral Hipper i quatre destructors cap a Trondheim
- Grup 3 : Els creuers lleugers Köln i Königsberg, amb diversos vaixells de suport més petits a Bergen
- Grup 4 : El creuer lleuger Karlsruhe i diversos vaixells de suport més petits a Kristiansand
- Grup 5 : els creuers pesats Blücher i Lützow, el creuer lleuger Emden i diversos vaixells de suport més petits cap a Oslo
- Grup 6 : Quatre dragamines cap a Egersund

A més, els cuirassats Scharnhorst i Gneisenau escortarien el Gruppe 1 i el Gruppe 2 mentre viatjaven junts, i també hi hauria diversos esglaons de transports amb tropes addicionals, combustible i equipament.
Contra Dinamarca, dues brigades motoritzades capturarien ponts i tropes; els paracaigudistes capturarien l'aeròdrom d'Aalborg al nord, i els caces pesats de la Luftwaffe destruirien l'aviació danesa a terra. Tot i que també hi havia diversos grups de treball navals organitzats per a aquesta invasió, cap d'ells tenia vaixells grans. Vaixells de tropes sense escolta transportarien soldats per capturar l'alt comandament danès a Copenhaguen. Les següents forces navals alemanyes que solien envair Dinamarca estaven organitzades:
- Grup 7 : cuirassat de classe Deutschland Schleswig-Holstein, dos transports, dos buscamines i sis vaixells d'arrossegament per desembarcar un regiment a Korsør i una companyia a Nyborg.
- Grup 8 : un minador, un trencaglaç i dos patrullers per aterrar un batalló a Copenhaguen.
- Grup 9 : un vaixell de càrrega, dos remolcadors i set buscamines per desembarcar una companyia a Middlefart i Fredericia.
- Grup 10 : Un balandro d'escorta i 20 buscamines per aterrar dues companyies de la 170a Divisió d'Infanteria a Esbjerg.
- Grup 11 : Un vaixell de transport de mines i 14 buscamines per desembarcar una companyia de la 170a Divisió d'Infanteria a Thyborøn.

Els alemanys esperaven poder evitar l'enfrontament armat amb els residents d'ambdós països, i les seves tropes van rebre instruccions de disparar només si es disparaven.

## Forces oposades

### Alemanya
Les forces alemanyes utilitzades a la campanya eren uns 120.000 soldats en set divisions i un batalló Fallschirmjäger, així com unitats de panzer i d'artilleria. La majoria de les unitats principals de la Kriegsmarine també estaven destinades a la campanya. El X. Fliegerkorps de la Luftwaffe desplegat contra Noruega constava de 1.000 avions, inclosos 500 avions de transport i 186 bombarders Heinkel He 111.

### Noruecs i Aliats
Les Forces Armades de Noruega van desplegar uns 55.000 combatents implicats en els combats, inclosos 19.000 soldats, principalment en sis divisions d'infanteria. L'exèrcit noruec tenia al voltant de 60.000 soldats entrenats, amb 3.750 soldats per regiment. Tanmateix, per la velocitat i la sorpresa dels alemanys, només 52.000 van veure combat. La força expedicionària aliada comptava amb uns 38.000 homes.

## La invasió alemanya

### Moviments de la flota

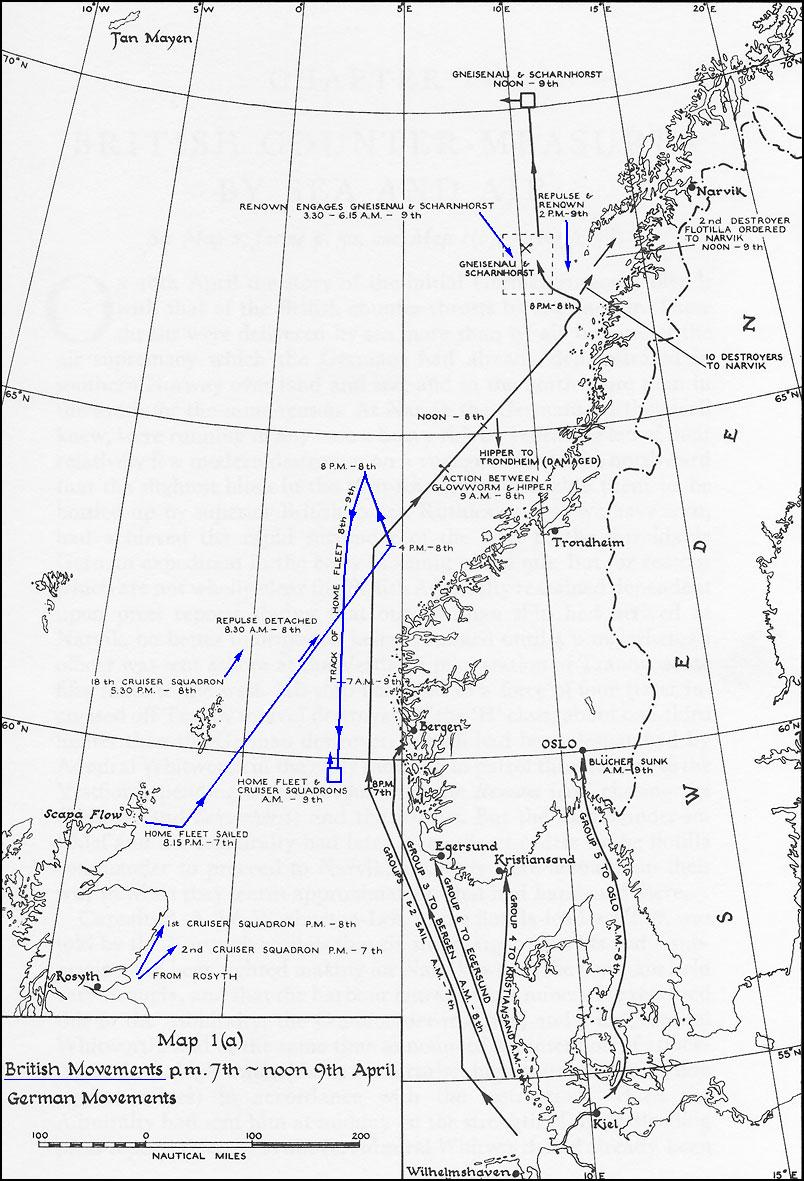
Moviments navals alemanys i britànics del 7 al 9 d'abril

La invasió alemanya va començar el 3 d'abril de 1940, quan els vaixells de subministrament encoberts van començar a sortir abans de la força principal. Els aliats van iniciar els seus plans l'endemà, amb 16 submarins aliats ordenats al Skagerrak i al Kattegat per servir com a pantalla i avisar per endavant d'una resposta alemanya a l'operació Wilfred, que es va llançar l'endemà quan el contraalmirall William Whitworth, comandant del l'esquadró de creuers de batalla, a bord de l'HMS Renown va partir des de Scapa Flow cap al Vestfjorden amb dotze destructors.
El 7 d'abril va començar a desenvolupar-se el mal temps a la regió, que va cobrir la zona amb una espessa boira i va provocar un mar agitat, que va dificultar els desplaçaments. La força de Renown aviat va quedar atrapada en una forta tempesta de neu, i el HMS Glowworm, un dels escortes del destructor, va haver d'abandonar la formació per buscar un home escombrat per la borda. El temps va ajudar els alemanys, proporcionant una pantalla per a les seves forces, i a primera hora del matí van enviar el Gruppe 1 i el Gruppe 2 , que tenien la distància més llarga per viatjar.
Tot i que el temps va dificultar el reconeixement, els dos grups alemanys van ser descoberts a 170 km (110 milles) al sud de Naze (la part més al sud de Noruega) poc després de les 08:00 per patrulles de la Royal Air Force i es van informar com un creuer i sis destructors. Un equip de bombarders enviats per atacar els vaixells alemanys els va trobar 125 km (78 milles) més al nord del que havien estat abans. L'atac no va causar danys, però la força del grup alemany va ser revalorada com a un creuer de batalla, dos creuers i deu destructors. A causa de l'aplicació estricta del silenci radiofònic, els bombarders no van poder informar-ho fins a les 17:30.
En conèixer el moviment alemany, l'Almirallat va arribar a la conclusió que els alemanys estaven intentant trencar el bloqueig que els aliats havien posat a Alemanya i utilitzar la seva flota per interrompre les rutes comercials atlàntiques. L'almirall Sir Charles Forbes, comandant en cap de la Flota Nacional britànica, va ser notificat d'això i es va proposar interceptar-los a les 20:15.
Amb les dues parts desconegudes de la magnitud de la situació, van procedir tal com estava previst. El Renowm va arribar al Vestfjord a última hora de la nit i va mantenir la posició prop de l'entrada mentre els destructors posadors de mines procedien a la seva tasca. Mentrestant, els alemanys van llançar la resta de la seva força d'invasió. El primer contacte directe entre els dos bàndols es va produir l'endemà al matí sense la intenció de cap dels dos bàndols.
El Glowworm, de camí per tornar a unir-se a Renown, va passar per darrere del Bernd von Arnim i després del Hans Lüdemann en la forta boira al voltant de les 8:00 del 8 d'abril. Immediatament va esclatar una batussa i els destructors alemanys van fugir, fent senyals per demanar ajuda. La petició aviat va ser contestada per l'Admirall Hipper que, ràpidament, va paralitzar el Glowworm. Durant l'acció, Glowworm va colpejar l'Admiral Hipper, causant-li danys importants al costat d'estribord, i el Glowworm es va enfonsar. Durant la lluita, el Glowworm havia trencat el silenci de la ràdio i va informar a l'Almirallat de la seva situació. No va ser capaç de completar la seva transmissió, però, i tot el que sabia l'Almirallat era que Glowworm s'havia enfrontat a un gran vaixell alemany, es van disparar trets i el contacte amb el destructor no es va poder restablir. En resposta, l'Almirallat va ordenar al Renown i al seu únic destructor d'escorta (els altres dos havien anat a ports amics per buscar combustible), que abandonessin el seu lloc al Vestfjord i es dirigissin a l'últim lloc conegut del Glowworm. A les 10:45, els vuit destructors restants de la força de posada de mines també van rebre l'ordre d'unir-s'hi.
El matí del 8 d'abril, el submarí polonès ORP  Orzeł va enfonsar el vaixell clandestí de transport de tropes alemanys Rio de Janeiro davant del port de Lillesand, al sud de Noruega. Entre les restes es van descobrir soldats alemanys uniformats i subministraments militars. Tot i que l'Orzeł va informar l'incident a l'Almirallat, estaven massa preocupats per la situació amb el Glowworm i la presumpta evasió alemanya per pensar-hi molt i no van transmetre la informació. Molts dels soldats alemanys del naufragi van ser rescatats per vaixells de pesca noruecs i el destructor HNoMS Odin. Durant l'interrogatori, els supervivents van revelar que havien estat assignats per protegir Bergen dels aliats. Aquesta informació es va transmetre a Oslo, on el Parlament noruec va ignorar l'enfonsament perquè es va distreure amb les operacions de minatge britàniques a la costa noruega.
A les 14:00, l'Almirallat va rebre la notícia que el reconeixement aeri havia localitzat un grup de vaixells alemanys a una distància considerable a l'oest-nord-oest de Trondheim, en direcció oest. Això va reforçar la noció que els alemanys tenien la intenció d'una evasió, i la Home Fleet va canviar de direcció de nord-est a nord-oest per tornar a intentar interceptar. A més, Churchill va cancel·lar el Pla R 4 i va ordenar als quatre creuers que portaven els soldats i els seus subministraments desembarcar la seva càrrega i unir-se a la Home Fleet. De fet, els vaixells alemanys, Gruppe 2, només estaven realitzant maniobres de volta per apropar-se al seu destí de Trondheim a l'hora assenyalada.
Aquella nit, després d'assabentar-se de nombrosos albiraments de vaixells alemanys al sud de Noruega, Charles Forbes va començar a dubtar de la validesa de la idea de la ruptura, i va ordenar a la Home Fleet que es dirigís cap al sud cap a l'Skagerrak. També va ordenar que el Repulse, juntament amb un altre creuer i uns quants destructors, es dirigís cap al nord i s'unís al Renown .
A les 23:00, mentre Forbes acabava d'assabentar-se de l'incident amb l'Orzeł, el Gruppe 5 es va enfrontar amb el patruller noruec Pol III a l'entrada de l'Oslofjord. El Pol III ràpidament va enviar una alarma a les bateries costaneres de Rauøy (illa de Rauøy) i va obrir foc contra la torpedinera Albatros amb la seva única arma poc abans de xocar-hi. L'Albatros i dos dels seus companys van respondre amb foc antiaeri, matant el capità noruec i incendiant el Pol III. El Grup 5 va continuar cap a l'Oslofjord i va netejar les bateries exteriors sense incidents. Diversos dels vaixells alemanys més petits van trencar llavors per capturar les fortificacions anul·lades juntament amb Horten.
Aquesta activitat no va passar desapercebuda, i aviat els informes havien arribat a Oslo, donant lloc a una sessió de mitjanit del gabinet noruec. En aquesta reunió, el gabinet va emetre ordres per a la mobilització de quatre de les sis brigades de camp de l'exèrcit noruec. Els membres del gabinet no van entendre que la mobilització parcial que havien ordenat es faria, segons la normativa vigent, en secret i sense declaració pública. Les tropes rebran les seves ordres de mobilització per correu. L'únic membre del gabinet amb un coneixement profund del sistema de mobilització, el ministre de Defensa Birger Ljungberg, no va explicar el procediment als seus col·legues. Més tard seria durament criticat per aquest descuit, que va provocar retards innecessaris en la mobilització noruega. Abans de la reunió del gabinet, Ljungberg havia rebutjat les reiterades demandes de mobilització total i immediata, fetes pel cap de l'estat major, Rasmus Hatledal. Hatledal s'havia acostat a Ljungberg els dies 5, 6 i 8 d'abril, demanant al ministre de Defensa que demanés al gabinet ordres de mobilització. El tema s'havia debat al vespre del 8 d'abril, després que el comandant general, Kristian Laake, s'hagués sumat a les crides a una mobilització. En aquell moment, la mobilització s'havia limitat a dos batallons de camp a Østfold, retardant encara més la convocatòria a gran escala de les tropes. Quan finalment es va acceptar la crida a la mobilització de Laake entre les 03:30 i les 04:00 del 9 d'abril, Laake va assumir, com el ministre de Defensa Ljungberg, que el gabinet sabia que estaven emetent una mobilització parcial i silenciosa. La mala comunicació entre les forces armades noruegues i les autoritats civils va causar molta confusió en els primers dies de la invasió alemanya.
En aquells moments, més al nord, el Renown tornava a Vestfjord després d'arribar a l'últim lloc conegut del Glowworm i no trobar res. El mar fort havia fet que Whitworth navegués més al nord del normal, i es va separar dels seus destructors quan es va trobar amb el  Scharnhorst i el Gneisenau. El Renown va enfrontar els dos creuers de batalla de l'arxipèlag de Lofoten, i durant la curta batalla el Renown va aconseguir diversos impactes als vaixells alemanys, obligant-los a fugir cap al nord. El Renown els va intentar perseguir, però els vaixells de guerra alemanys van utilitzar la seva velocitat superior per escapar.

### Weserzeit

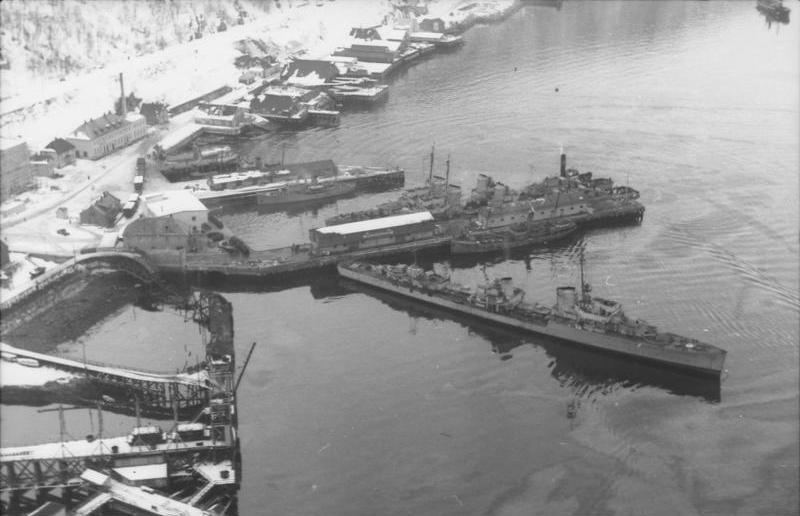
Destructors alemanys a Narvik després de la seva captura del port estratègic

A l'Ofotfjord que conduïa a Narvik, els deu destructors alemanys del Gruppe 1 es van apropar. Amb el Renown i els seus escortes desviats abans per investigar l'incident del Glowworm, cap vaixell britànic es va interposar en el seu camí i van navegar cap a la zona sense oposició. Quan van arribar a la zona interior prop de Narvik, la majoria dels destructors s'havien desenganxat de la formació principal per capturar les bateries exteriors de l'Ofotfjord, deixant només tres per enfrontar-se als dos antics vaixells de defensa costanera noruega que feien guàrdia al port de Narvik, l'Eidsvold  i el Norge. Encara que antiquats, els dos vaixells de defensa costanera eren bastant capaços d'enfrontar-se als destructors molt més lleugerament armats i blindats. Després d'una ràpida conversa amb el capità de l'Eidsvold, Odd Isaachsen Willoch, els vaixells alemanys van obrir foc contra el vaixell de defensa costanera, enfonsant-lo després de colpejar-lo amb tres torpedes. El Norge va entrar a la batalla poc després i va començar a disparar contra els destructors, però els seus artillers no tenien experiència i no va colpejar els vaixells alemanys abans de ser enfonsat per una salva de torpedes dels destructors alemanys.
Després de l'enfonsament de l'Eidsvold i el Norge, el comandant de Narvik, Konrad Sundlo, va rendir les forces terrestres a la ciutat sense lluitar.
A Trondheim, el Gruppe 2 també es va enfrontar amb una resistència menor als seus desembarcaments. Al Trondheimsfjord, l'Admiral Hipper va enfrontar-se a les bateries defensives mentre els seus destructors passaven per davant d'elles a 25 nusos (46 km/h). Un tret ben col·locat de l'Admiral Hipper va tallar els cables d'alimentació dels reflectors i va fer que els canons fossin ineficaços. Només un destructor va rebre un impacte durant el desembarcament.

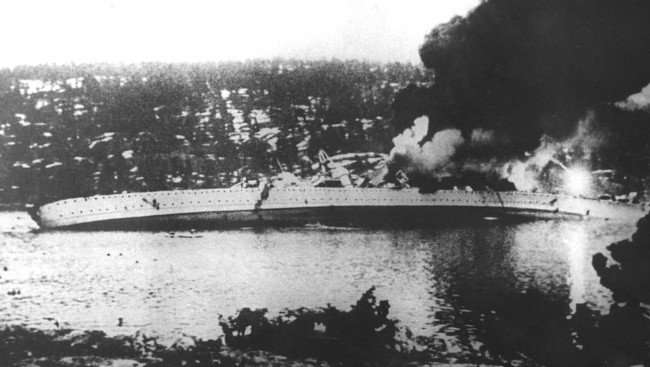
El creuer alemany Blücher s'enfonsa al fiord d'Oslo.

A Bergen, les fortificacions defensives van oposar una resistència més dura a l'aproximació del Gruppe 3 i el creuer lleuger Königsberg i el vaixell d'entrenament d'artilleria Bremse van ser danyats, el primer greument. Tanmateix, la manca de llums de treball va reduir l'eficàcia dels canons i els vaixells de desembarcament van poder atracar sense molta oposició. Les fortificacions es van rendir poc després, quan van arribar les unitats de la Luftwaffe.
Les fortificacions de Kristiansand van provocar una lluita encara més decidida, rebutjant dues vegades el desembarcament i danyant el Karlsruhe, gairebé fent-lo encallar. No obstant això, aviat va sorgir la confusió, quan els noruecs van rebre l'ordre de no disparar als vaixells britànics i francesos i els alemanys van començar a utilitzar els codis noruecs que havien capturat a Horten. Els alemanys també van aprofitar aquesta oportunitat per arribar ràpidament al port i descarregar les seves tropes, capturant la ciutat a les 11:00.
Mentre que la major part del Gruppe 4 es va enfrontar a Kristiansand, el vaixell torpediner Greif va capturar Arendal sense cap oposició. L'objectiu principal d'Arendal era el cable telegràfic submarí al Regne Unit.
El Gruppe 5 va trobar la resistència més seriosa a les fortificacions defensives interiors del fiord d'Oslo, als voltants de Drøbak. El Blücher, al capdavant del grup, es va apropar als forts suposant que serien agafats per sorpresa i no respondrien a temps, com havia estat el cas dels del fiord exterior. No va ser fins que el creuer es va trobar a boca de canó que la fortalesa d'Oscarsborg va obrir foc, colpejant amb cada obús. En qüestió de minuts, el Blücher estava paralitzat i en flames. El creuer danyat va ser enfonsat per una salva de torpedes antiquats de 40 anys llançats des de tubs de torpedes terrestres. Portava gran part del personal administratiu destinat tant a l'ocupació de Noruega com també a la seu de la divisió de l'exèrcit assignada per apoderar-se d'Oslo. El creuer Lützow, també danyat en l'atac i creient que Blücher havia entrat en un camp de mines, es va retirar amb el Gruppe 5, 19 km (12 milles) al sud fins a Sonsbukten on va descarregar les seves tropes. Aquesta distància va retardar l'arribada de la principal força d'invasió alemanya a Oslo en més de 24 hores, tot i que la capital noruega encara seria capturada menys de 12 hores després de la pèrdua del Blücher per les tropes que van desembarcar a l'aeroport de Fornebu prop de la ciutat.
Kingdom

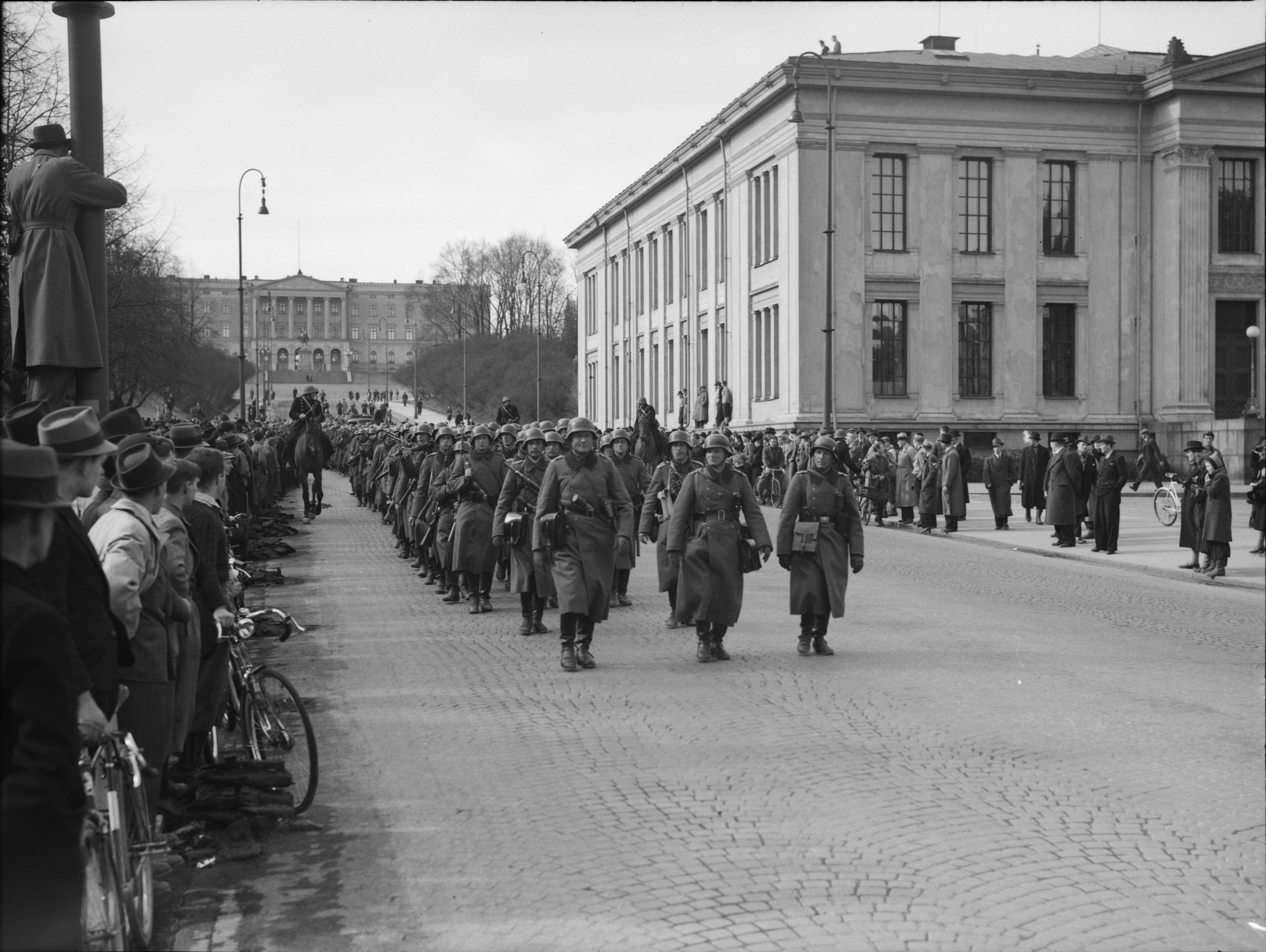
Soldats alemanys marxant per Oslo el primer dia de la invasió

El retard induït per les forces noruegues va donar temps a la família reial, al Parlament, i amb ells el tresor nacional, de fugir de la capital i continuar la lluita contra la força d'invasió.
L'aeroport de Fornebu havia d'estar assegurat per paracaigudistes una hora abans de l'arribada de les primeres tropes, però la força inicial es va perdre entre la boira i no va arribar. Independentment, l'aeròdrom no estava fortament defensat i els soldats alemanys que sí que van arribar el van capturar ràpidament. El vol de caça Jagevingen del Servei Aeri de l'Exèrcit Noruec basat a l'aeroport de Fornebu va resistir amb els seus caces biplans Gloster Gladiator fins que es va acabar la munició i després va volar cap als aeròdroms secundaris disponibles. El personal terrestre de l'Ala de Caces aviat es va quedar sense munició per a les seves metralladores antiaèries també; en la confusió general i l'enfocament a preparar els combatents per a l'acció, ningú no tenia la presència d'ànim ni el temps per emetre munició d'armes petites per a les armes personals del personal terrestre. La resistència a l'aeroport de Fornebu va arribar a la seva fi, i l'única pèrdua dels alemanys va ser un sol Junkers Ju 52. Els intents noruecs de muntar un contraatac van ser poc entusiastes i efectivament van arribar a no res. En saber-ho, Oslo va ser declarada ciutat oberta i aviat es va rendir completament.
Per al Gruppe 6 a Egersund i els paracaigudistes a Stavanger, no hi va haver una oposició significativa i ràpidament van capturar els seus objectius.

#### Batalla de Midtskogen
Aquesta batalla, encara que molt petita, va salvar la família reial noruega. Quan la invasió havia començat, el govern noruec va fugir a Hamar. Entre ells, un grup de guàrdies reials noruecs i alguns soldats, possiblement del 5è Regiment de la propera Elverum, van prendre posicions a Midtskogen per intentar aturar o frenar els alemanys perquè la família reial noruega pogués evacuar.
Al matí del 10 d'abril, un tiroteig va acabar amb la retirada d'ambdós bàndols, ja que el capità Spiller, el líder del Fallschirmjager alemany, havia caigut. Es calcula que les víctimes són cinc alemanys morts i un nombre desconegut de ferits, i tres noruecs ferits.

#### Conquesta de Dinamarca

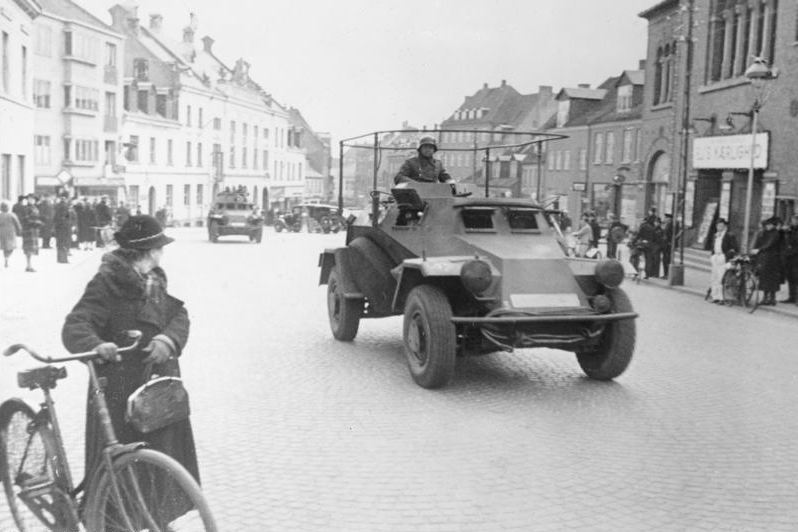
Cotxes blindats alemanys en moviment per Viborg

Els plans alemanys per a la invasió i ocupació de Noruega depenien molt del poder aeri. Per assegurar l'estret de Skagerrak entre Noruega i Dinamarca, les bases aèries a Dinamarca van haver de ser confiscades. El domini d'aquest estret impediria que la Royal Navy interferís en les principals línies de subministrament de les forces d'invasió. En aquest sentit, l'ocupació de Dinamarca es va considerar vital. La presa de l'aeroport d'Aalborg es va considerar especialment important en aquest sentit.
La Wehrmacht alemanya va travessar la frontera danesa cap a les 05:15 del 9 d'abril. En una operació coordinada, les tropes alemanyes van desembarcar als molls de Langelinie a la capital danesa, Copenhaguen, i van començar a ocupar la ciutat. Els paracaigudistes alemanys també van capturar l'aeroport d'Aalborg. Simultàniament, l'ambaixador alemany al rei Cristià X va presentar un ultimàtum . L'exèrcit danès era petit, mal preparat i utilitzava equipament obsolet, però va resistir en diverses parts del país; el més important, la Guàrdia Reial situada al Palau d'Amalienborg a Copenhaguen, i les forces als voltants de Haderslev a la Jutlàndia meridional. A les 06:00, la petita Força Aèria Danesa havia estat eliminada i 28 bombarders alemanys Heinkel He 111 amenaçaven amb llançar les seves bombes sobre Copenhaguen. El rei Christian, després d'haver consultat amb el primer ministre Thorvald Stauning, el ministre d'Afers Exteriors P. Munch i els comandants de l'exèrcit i la marina, va decidir capitular, creient que una major resistència només es traduiria en una pèrdua inútil de vides daneses. A les 08:43 Dinamarca havia capitulat. El públic danès va ser pres completament per sorpresa per l'ocupació, i va rebre instruccions del govern per cooperar amb les autoritats alemanyes. L'ocupació alemanya de Dinamarca va durar fins al 5 de maig de 1945.
Una part important de la marina mercant danesa va escapar de l'ocupació, ja que el 8 d'abril Arnold Peter Møller, president de la companyia naviliera de Mærsk, va ordenar als seus vaixells a alta mar que es traslladessin a ports aliats o neutrals si era possible.
En un moviment preventiu per evitar una invasió alemanya, les forces britàniques van ocupar les illes Fèroe el 12 d'abril de 1940, aleshores un amt (comtat) danès. El governador del comtat danès i el parlament feroès Løgting van governar les illes durant la guerra.

### La resposta aliada

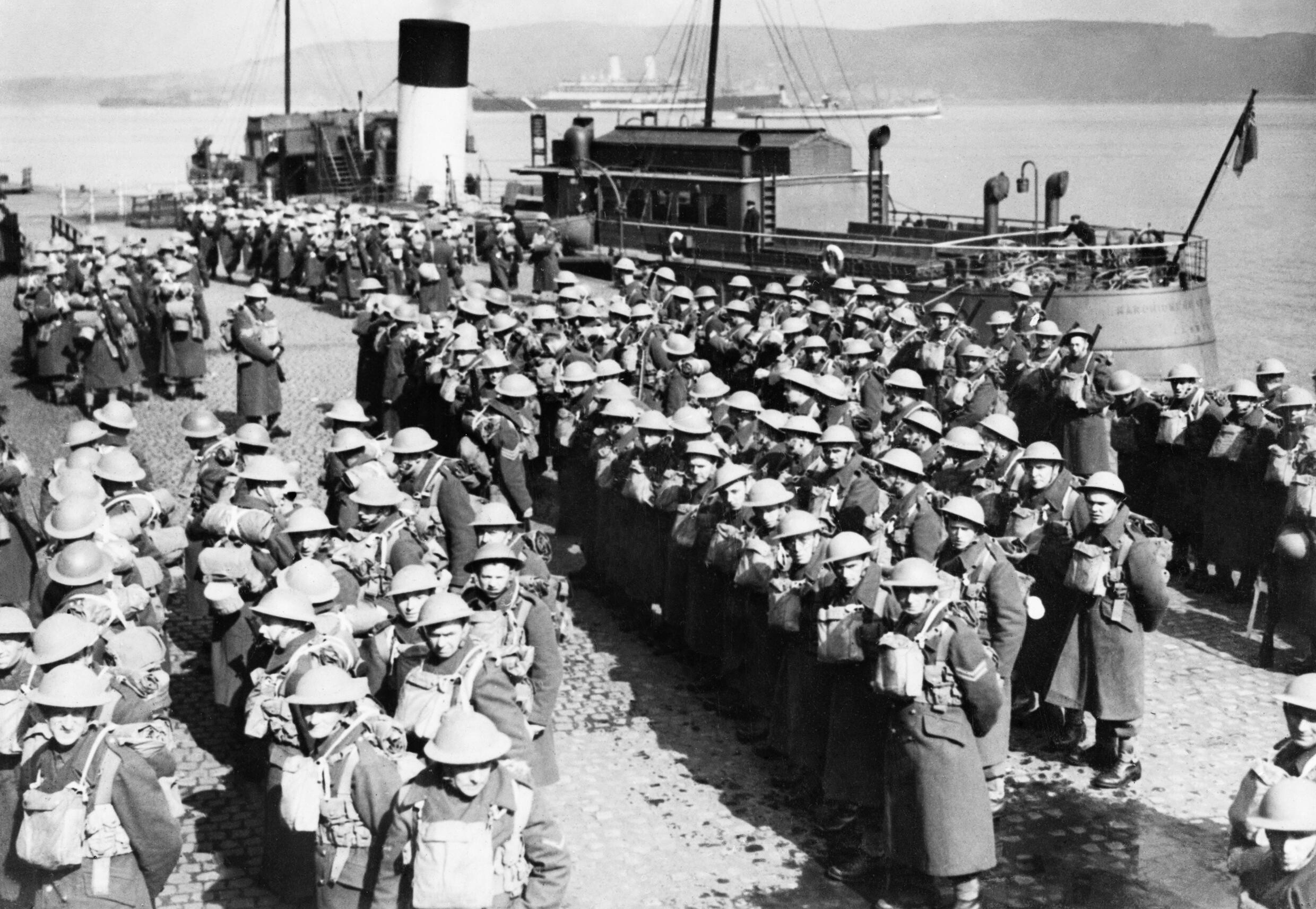
Les tropes britàniques es van alinear a Gourock a Escòcia abans d'embarcar-se cap a Noruega, el 20 d'abril de 1940

Poc després es van conèixer els desembarcaments alemanys a Trondheim, Bergen i Stavanger, així com els combats al fiord d'Oslo. No disposada a dispersar-se massa a causa de la ubicació desconeguda dels dos cuirassats alemanys, la Flota Local va optar per centrar-se a la propera Bergen i va enviar una força d'atac. El reconeixement de la RAF aviat va informar d'una oposició més forta del previst, i això, juntament amb la possibilitat que els alemanys poguessin estar controlant les defenses de la costa, va fer que recordessin la força i, en canvi, utilitzessin el portaavions HMS Furious per llançar torpeders contra els vaixells enemics. Tanmateix, l'atac mai va començar, ja que els bombarders de la Luftwaffe van llançar primer un assalt contra la Home Fleet. Aquest atac va enfonsar el destructor HMS Gurkha i després va obligar la Flota Local a retirar-se cap al nord quan les seves mesures antiaèries van resultar ineficaces. Aquesta superioritat aèria alemanya a la zona va portar els britànics a decidir que totes les regions del sud s'havien de deixar als submarins i la RAF, mentre que els vaixells de superfície es concentrarien al nord.
A més dels desembarcaments alemanys al sud i el centre de Noruega, l'Almirallat també va ser informat mitjançant informes de premsa que un únic destructor alemany es trobava a Narvik. En resposta a això, van ordenar que s'enfrontés a la 2a Flotilla de Destructors, formada principalment per vaixells que abans servien com a destructors d'escorta per a l'Operació Wilfred. Aquesta flotilla, sota el comandament del capità Bernard Warburton-Lee, ja s'havia deslligat del Renown durant la seva persecució del Scharnhorst i el Gneisenau, rebent l'ordre de vigilar l'entrada al Vestfjord. A les 16:00 del 9 d'abril, la flotilla va enviar un oficial a terra al municipi de Tranøy, a uns 80 km (50 milles) a l'oest de Narvik i es va assabentar dels locals que la força alemanya era de 4-6 destructors i un submarí. Warburton-Lee va enviar aquestes troballes a l'Almirallat, concloent amb la seva intenció d'atacar l'endemà a "l'alba, aigua alta", que li donaria l'element de sorpresa i protecció contra qualsevol mina. Aquesta decisió va ser aprovada per l'Almirallat en un telegrama aquella nit.

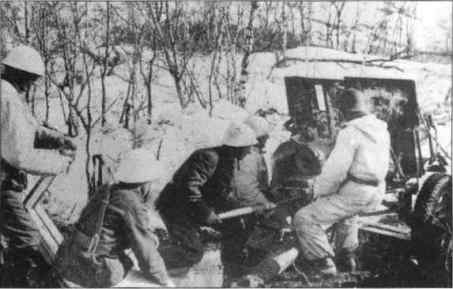
Artilleria noruega a Narvik

#### Primera batalla de Narvik
Tot i que deu destructors alemanys havien pres Narvik originalment, només cinc van romandre al port, amb altres tres movent-se cap al nord i els dos restants cap a l'oest. A primera hora del matí següent, Warburton-Lee va dirigir el seu vaixell insígnia, l'HMS Hardy, i altres quatre destructors cap a l'Ofotfjord. A les 04:30, va arribar al port de Narvik i va entrar juntament amb el HMS Hunter i el HMS Havock, deixant el HMS Hotspur i el HMS Hostile per vigilar l'entrada i vigilar les bateries de la costa. La boira i la neu eren extremadament pesades, la qual cosa va permetre que la força de Warburton-Lee s'apropés sense ser detectada. Quan van arribar al mateix port van trobar cinc destructors alemanys i van obrir foc, iniciant la Primera Batalla de Narvik. Els vaixells de Warburton-Lee van fer tres passades als vaixells enemics, i després del primer s'hi van unir Hotspur i Hostile, i van enfonsar dos dels destructors, en van inhabilitar un més, a més d'enfonsar sis vaixells cisterna i vaixells de subministrament. El comandant alemany, el comodor Friedrich Bonte, va perdre la vida quan el seu vaixell insígnia, el destructor Wilhelm Heidkamp va ser enfonsat.
No obstant això, el capità Warburton-Lee va cometre un error fatal quan va decidir atacar els destructors alemanys per última vegada. Els destructors alemanys del nord i l'oest van convergir a la flota britànica a les 06:00, mentre els britànics es preparaven per a l'atac final. El Hardy va ser greument danyat i encallà, i Warburton-Lee va resultar mort. El Hunter i el Hotspur van ser molt danyats, i el Hotspur es va topar amb el Hunter que s'enfonsava . Mentrestant, el Hostile i el Havock havien avançat, però es van girar i van tornar per ajudar a la retirada del Hotspur. Els destructors alemanys tenien poc combustible i municions, la qual cosa va permetre al Hostile i al Havock tornar per ajudar a la retirada del Hotspur.

#### Segona batalla de Narvik
Poc després de la Primera Batalla de Narvik, dos vaixells alemanys més van ser enfonsats per les forces britàniques. Durant la nit del 9 al 10 d'abril, el submarí HMS Truant va interceptar i enfonsar el creuer lleuger Karlsruhe poc després d'haver sortit de Kristiansand. El 10 d'abril, el Fleet Air Arm va fer un atac de llarg abast des de la seva base a RNAS Hatston (també anomenat HMS Sparrowhawk) a les illes Orkney contra vaixells de guerra alemanys al port de Bergen. L'atac va enfonsar el creuer lleuger alemany discapacitat Königsberg.

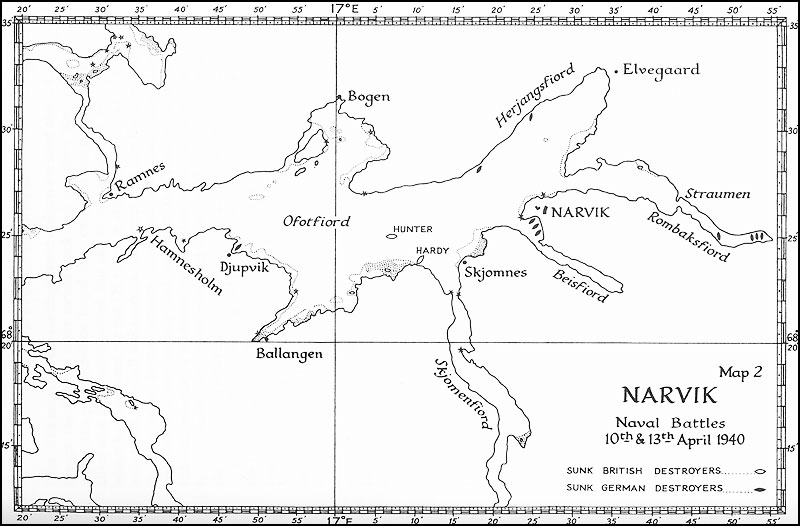
Les batalles navals britànic-alemanyes a Narvik els dies 10 i 13 d'abril

El 10 d'abril, Furious i el cuirassat HMS Warspite es van unir a la Home Fleet, i es va fer un altre atac aeri contra Trondheim amb l'esperança d'enfonsar l'Admiral Hipper. L'Admiral Hipper, però, ja havia aconseguit escapar a través de la vigilància instal·lada fora del port i tornava a Alemanya quan es va llançar l'atac; cap dels destructors alemanys restants o vaixells de suport va ser colpejat en l'assalt. Va tenir més sort al sud quan l'HMS Spearfish va danyar greument el creuer pesant Lützow a la mitjanit de l'11 d'abril, deixant el vaixell alemany fora de servei durant un any.
Amb cada cop més evident que la flota alemanya havia sortit de les aigües noruegues, la Home Fleet va continuar cap al nord fins a Narvik amb l'esperança d'atrapar els destructors restants. En el camí, els vaixells van patir més assetjament per part dels bombarders alemanys, cosa que els va obligar a desviar-se cap a l'oest lluny de la costa. El 12 d'abril, estaven a l'abast de Narvik i es va intentar un atac aeri a Narvik des de Furious, però els resultats van ser decebedors. En canvi, es va decidir enviar el cuirassat Warspite i una poderosa força d'escorta, per ser comandada per Whitworth.
El matí del 13 d'abril, la força de Whitworth va entrar al Vestfjord utilitzant l'hidroavió Swordfish del Warspite per guiar el camí. A part de localitzar dos dels destructors alemanys, l'avió d'exploració també va enfonsar l'U-64, el primer submarí enfonsat per un avió. Els destructors del Warspite van viatjar 5 km (3,1 milles) abans del cuirassat i van ser els primers a enfrontar-se als seus homòlegs alemanys que havien vingut a trobar-los, començant així la Segona Batalla de Narvik. Tot i que cap dels dos bàndols va infligir danys notables, els vaixells alemanys estaven sense munició i van retrocedir gradualment cap al port. Per aquella tarda, la majoria van intentar fugir pel Rombaksfjord, l'única excepció va ser el destructor Hermann Künne que es va varar mentre anava cap al fiord d'Herjangs i va ser destruït per l'HMS Eskimo. Quatre destructors britànics van continuar perseguint els vaixells alemanys pel Rombaksfjord, l'Eskimo aviat va ser danyat per l'oposició que esperava. No obstant això, la situació alemanya era desesperada, havent-se quedat sense combustible i municions, i quan van arribar els vaixells britànics restants, les tripulacions alemanyes havien abandonat i enfonsat els seus vaixells. A les 18:30 els vaixells britànics estaven sortint del fiord ara netejat.

## Situació noruega

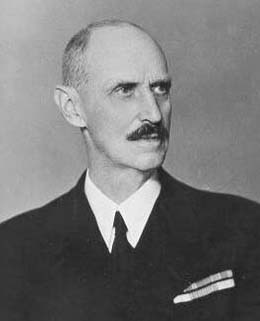
Les forces alemanyes van intentar matar o capturar el rei Haakon VII, de 67 anys. Ell personalment es va negar a acceptar els termes de la rendició alemanya i va declarar que abdicaria del tron si el govern noruec optava per rendir-se.

Les invasions alemanyes van assolir en la seva major part el seu objectiu d'assalt simultani i van agafar desprevinguts a les forces noruegues, una situació no ajudada per l'ordre del govern noruec de només una mobilització parcial. No tot es va perdre per als aliats, però, ja que la repulsió del Gruppe 5 alemany al fiord d'Oslo va donar unes quantes hores addicionals de temps que els noruecs van utilitzar per evacuar la família reial i el govern noruec a Hamar. Amb el govern ara fugitiu, Vidkun Quisling va aprofitar l'oportunitat per prendre el control d'una emissora de ràdio i anunciar un cop d'estat, sent ell mateix com a nou primer ministre de Noruega. El cop de Quisling i la seva llista de nous ministres es van anunciar a les 19:32. El govern colpista de Quisling va romandre en el seu lloc fins al 15 d'abril, quan el Consell d'Administració va ser nomenat pel Tribunal Suprem de Noruega per ocupar-se de l'administració civil de les zones ocupades de Noruega, i Quisling va dimitir.
A la nit del 9 d'abril, el govern noruec es va traslladar a Elverum, creient que Hamar era insegur. Totes les demandes alemanyes van ser rebutjades i l'autorització Elverum va ser aprovada pels membres del parlament, donant al gabinet amplis poders per prendre decisions fins a la propera vegada que el Parlament es pogués reunir en circumstàncies normals. No obstant això, la desolació de la situació els va portar a acceptar la continuació de les negociacions amb els alemanys, fixades per a l'endemà. Com a mesura de precaució, el coronel Otto Ruge, inspector general de la infanteria noruega, va establir un bloqueig de carretera a uns 110 km (68 milles) al nord d'Oslo, a Midtskogen. La posició noruega va ser atacada aviat per un petit destacament de tropes alemanyes, dirigides per Eberhard Spiller, l'agregat aeri de l'ambaixada alemanya, que corrien cap al nord en un intent de capturar el rei Haakon VII. Va esclatar una escaramussa i els alemanys van tornar enrere després que Spiller fos ferit de mort. El 10 d'abril, les negociacions finals entre noruecs i alemanys van fracassar després que els delegats noruecs, liderats per Haakon VII, es neguessin a acceptar la demanda alemanya de reconeixement del nou govern de Quisling. El mateix dia, el pànic va esclatar a Oslo ocupat pels alemanys, arran dels rumors de bombarders britànics entrants. En el que des d'aleshores s'ha conegut com "el dia del pànic" la població de la ciutat va fugir al camp dels voltants, sense tornar fins a última hora del mateix vespre o l'endemà. Rumors similars van provocar un pànic massiu a Egersund i altres ciutats costaneres ocupades. Els orígens dels rumors no s'han descobert mai.
L'11 d'abril, l'endemà de l'interrupció de les negociacions germano-noruega, 19 bombarders alemanys van atacar Elverum. El bombardeig de dues hores va deixar el centre de la ciutat en ruïnes i 41 persones van morir. El mateix dia, 11 bombarders de la Luftwaffe també van atacar la ciutat de Nybergsund, en un intent de matar el rei noruec, el príncep hereu Olav i el gabinet.
Un dels actes finals de les autoritats noruegues abans de la dispersió va ser la promoció el 10 d'abril d'Otto Ruge al grau de major general i el nomenament al comandant general de l'exèrcit noruec, encarregat de supervisar la resistència a la invasió alemanya. Ruge va substituir el general Kristian Laake, de 65 anys, com a general comandant, aquest últim va ser molt criticat pel que es considerava un comportament passiu durant les primeres hores de la invasió. Elements del gabinet noruec van considerar que el general Laake era un derrotista. Després del nomenament de Ruge, l'actitud noruega es va fer evident, amb ordres d'aturar l'avanç alemany. Amb els alemanys controlant les ciutats, ports i aeròdroms més grans, així com la majoria dels dipòsits d'armes i xarxes de comunicació, rebutjar-los directament seria impossible. Ruge, en canvi, va decidir que la seva única oportunitat era guanyar temps, aturant els alemanys fins que poguessin arribar els reforços del Regne Unit i França.
L'11 d'abril, després de rebre reforços a Oslo, va començar l'ofensiva del general Falkenhorst; el seu objectiu era enllaçar les forces disperses d'Alemanya abans que els noruecs poguessin mobilitzar-se efectivament o que es pogués produir una intervenció aliada important. La seva primera tasca va ser assegurar la zona del fiord d'Oslo, després utilitzar les divisions d'infanteria 196a i 163a per establir contacte amb les forces a Trondheim.

## Campanya de terra

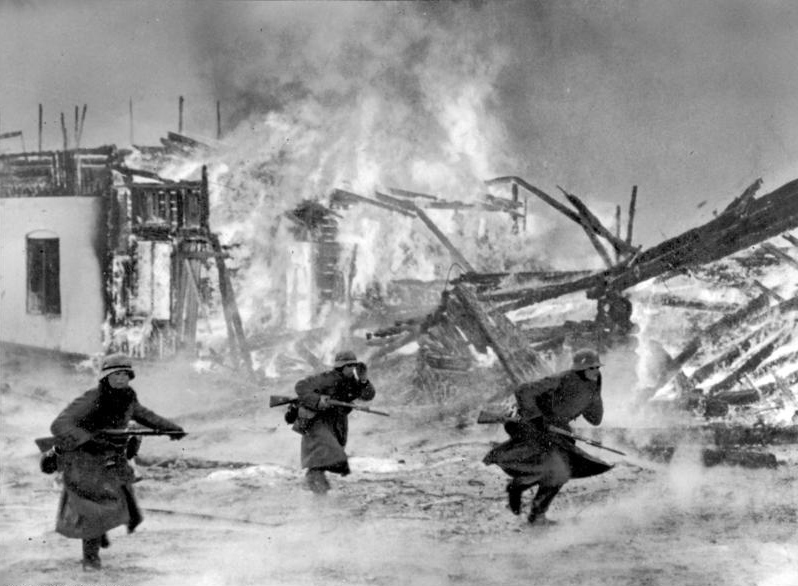
Infanteria alemanya atacant a través d'un poble noruec en flames l'abril de 1940.

Quan la naturalesa de la invasió alemanya es va fer evident per a l'exèrcit britànic, va començar a fer els preparatius per a un contraatac. La dissensió entre les diferents branques va ser forta, però, ja que l'exèrcit britànic, després de conversar amb Otto Ruge, volia assaltar Trondheim a la Noruega central mentre Churchill va insistir a recuperar Narvik. Es va decidir enviar tropes a tots dos llocs com a compromís. L'almirall Lord Cork estava al comandament general de les operacions aliades.

### Campanya a la Noruega oriental
Després del nomenament de Ruge com a comandant general el 10 d'abril, l'estratègia noruega era lluitar accions retardadores contra els alemanys que avançaven cap al nord des d'Oslo per connectar-se amb les forces d'invasió a Trondheim. L'objectiu principal de l'esforç noruec a l'est de Noruega era donar temps suficient als aliats per recuperar Trondheim i iniciar una contraofensiva contra la força principal alemanya a la zona d'Oslo. La regió que envoltava el fiord d'Oslo estava defensada per la 1a Divisió, comandada pel major general Carl Johan Erichsen. La resta de la regió estava coberta per la 2a Divisió, comandada pel major general Jacob Hvinden Haug. Després d'haver estat impedit de mobilitzar-se de manera ordenada per la invasió alemanya, les unitats noruegues improvisades van ser enviades a l'acció contra els alemanys. Diverses de les unitats que s'enfrontaven a l'avanç alemany estaven dirigides per oficials especialment seleccionats per Ruge per substituir comandants que no havien demostrat prou iniciativa i agressió en els primers dies de la campanya. L'ofensiva alemanya destinada a unir les seves forces a Oslo i Trondheim va començar el 14 d'abril, amb un avanç al nord des d'Oslo cap a les valls de Gudbrandsdalen i Østerdalen. Hønefoss va ser la primera ciutat a caure davant les forces alemanyes que avançaven. Al nord de Hønefoss, els alemanys van començar a enfrontar-se a la resistència noruega, primer retardant les accions i més tard les unitats que lluitaven accions defensives organitzades. Durant els intensos combats amb nombroses baixes per ambdós bàndols, les tropes del 6è Regiment d'Infanteria noruec van frenar l'avanç alemany al poble de Haugsbygd el 15 d'abril. Els alemanys només van trencar les línies noruegues a Haugsbygd l'endemà després d'emprar panzers per primera vegada a Noruega. A falta d'armes antitanc, les tropes noruegues no van poder contenir l'atac alemany.

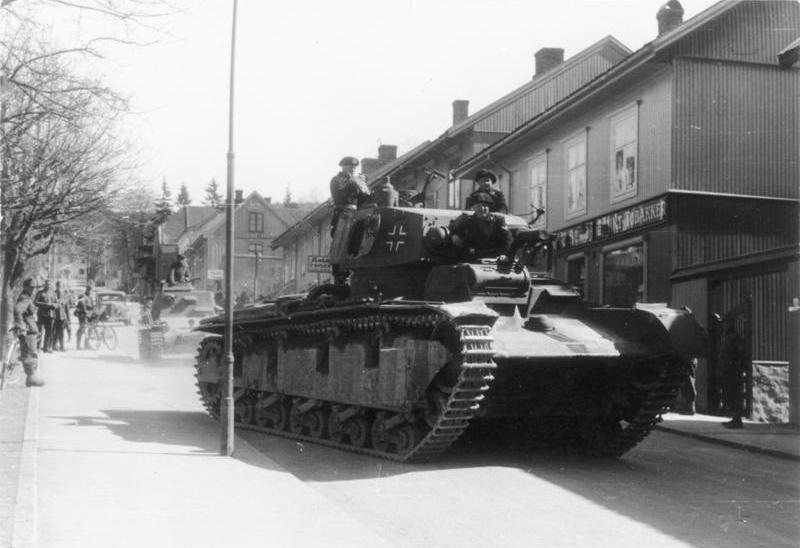
Un tanc alemany Neubaufahrzeug avançant pels carrers de Lillehammer l'abril de 1940

La base de l'estratègia noruega va començar a col·lapsar-se ja els dies 13 i 14 d'abril, quan els 3.000 soldats de la 1a Divisió a Østfold van evacuar la frontera sueca sense ordres i van ser internats pels neutrals suecs. El mateix dia que la 1a Divisió va començar a creuar a Suècia, els dos batallons del Regiment d'Infanteria núm. 3 al campament militar d'Heistadmoen a Kongsberg va capitular. La 3a Divisió, comandada pel major general Einar Liljedahl i encarregada de defensar el sud de Noruega, es va rendir als alemanys a Setesdal el 15 d'abril, sense haver vist cap acció fins a aquest moment. Uns 2.000 soldats van marxar cap a la captivitat a la capitulació de Setesdal. Amb l'abandonament el 20 d'abril dels plans franco-britànics per a la reconquista de la ciutat central noruega de Trondheim, l'estratègia de Ruge es va fer pràcticament inviable.
Amb la cancel·lació dels plans aliats per a la reconquista de Trondheim, les forces britàniques que havien desembarcat a Åndalsnes es van traslladar a l'est de Noruega. El 20 d'abril, tres mig batallons britànics s'havien desplaçat fins al sud fins a Fåberg, prop de la ciutat de Lillehammer. Les principals unitats britàniques desplegades a l'est de Noruega l'abril de 1940 eren les Territorials de la 148a Brigada d'Infanteria i la  15a Brigada d'Infanteria regular. En una sèrie de batalles amb les forces noruegues i britàniques durant les setmanes següents, els alemanys van empènyer cap al nord des d'Oslo, el seu principal esforç a través de la vall de Gudbrandsdal. Lluites especialment intensos van tenir lloc en llocs com Tretten, Fåvang, Vinstra, Kvam, Sjoa i Otta. A la batalla de Kvam els dies 25 i 26 d'abril, els britànics van aconseguir retardar l'avanç alemany durant dos dies de forts combats. Altres unitats alemanyes van trencar les valls de Valdres i Østerdalen, en el primer cas després de durs combats i d'un contraatac noruec inicialment reeixit.
Durant el seu avanç cap al nord des d'Oslo, els alemanys van trencar regularment la resistència noruega mitjançant atacs aeris. Els bombarders en picat Junkers Ju 87 van resultar especialment efectius per desmoralitzar les tropes noruegues que s'oposaven a l'avanç. La manca gairebé total d'armes antiaèries de les forces noruegues va permetre que l'aviació alemanya funcionés amb gairebé impunitat. De la mateixa manera, quan es van emprar els panzers alemanys, els noruecs no tenien contramesures regulars. L'esquadró britànic número 263 de la RAF va establir una base al llac gelat Lesjaskogsvatnet el 24 d'abril per desafiar la supremacia aèria alemanya, però molts dels avions de l'esquadró van ser destruïts pels bombardeigs alemanys el 25 d'abril. Els quatre Gladiators que van sobreviure per ser evacuats a la base de l'exèrcit de Setnesmoen prop d'Åndalsnes estaven fora de funcionament a finals del 26 d'abril. Setnesmoen va ser bombardejat i noquejat per la Luftwaffe el 29 d'abril.

### Col·lapse noruec al sud de Noruega
Després de la seva captura de Kristiansand el 9 d'abril, la força d'invasió alemanya del batalló al sud de Noruega va permetre l'evacuació de la població civil de la ciutat. Al mateix temps, els alemanys es van traslladar per assegurar les zones que envoltaven Kristiansand. Després de diversos dies de confusió i episodis de pànic entre les tropes noruegues, malgrat l'absència total de combats, els 2.000 homes de la 3a Divisió defensora a Setesdal es van rendir sense condicions el 15 d'abril.

### Campanya a l'oest de Noruega

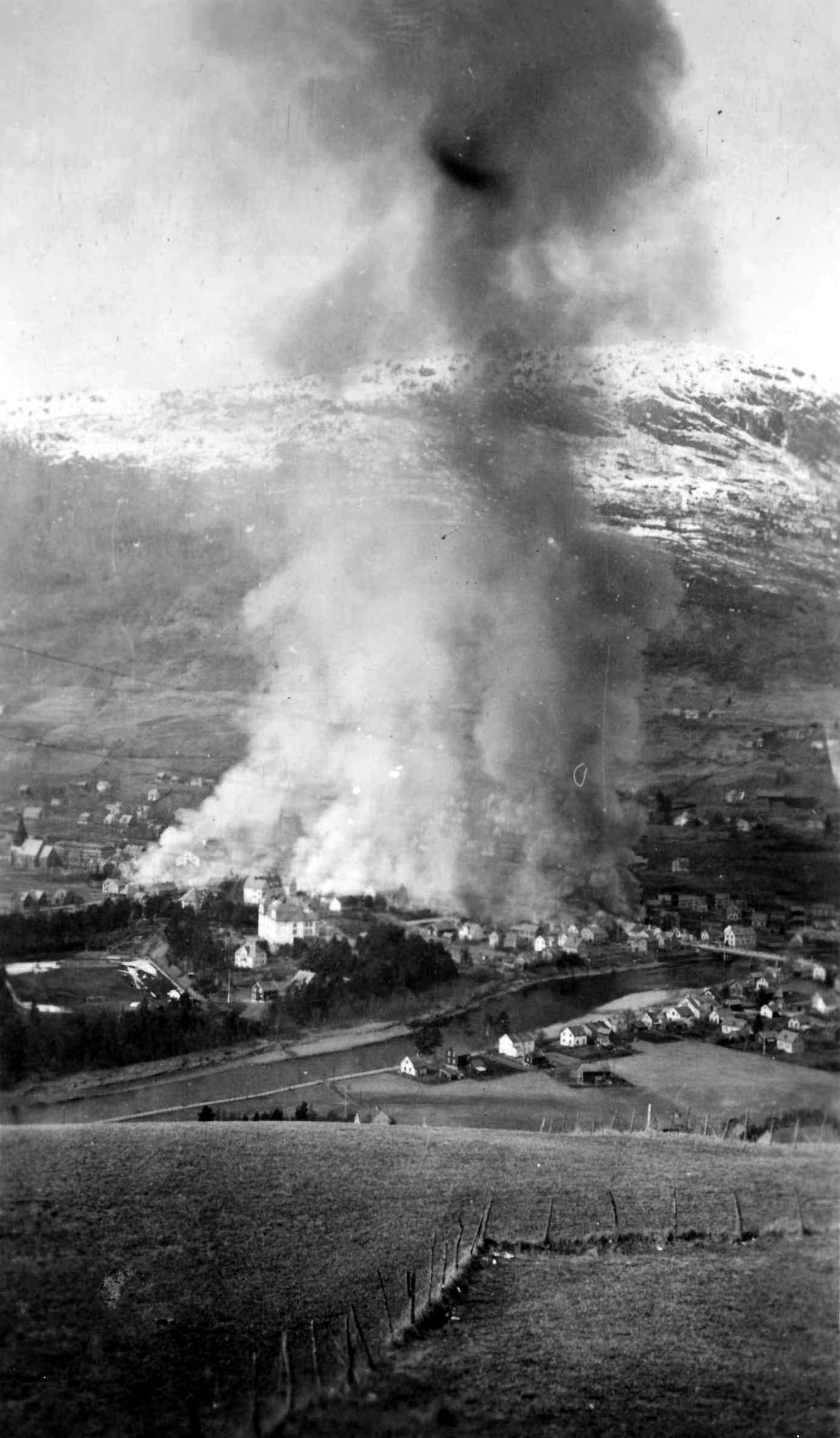
Escena del bombardeig alemany de Voss

Les importants ciutats occidentals de Bergen i Stavanger van ser capturades pels alemanys el 9 d'abril. Uns 2.000 soldats alemanys van ocupar Bergen i hi van capturar els dipòsits d'armes noruecs. Les petites forces d'infanteria noruega a Bergen es van retirar cap a l'est, fent volar dos ponts ferroviaris i trams de carretera després d'ells. Malgrat la pèrdua de les ciutats, el comandant regional, el general William Steffens, va ordenar una mobilització total. A mitjans d'abril, la 4a Divisió noruega de 6.000 homes, responsable de la defensa de la Noruega occidental, es va mobilitzar al voltant de la ciutat de Voss a Hordaland. La 4a Divisió va ser l'únic districte militar fora del nord de Noruega que es va mobilitzar completament i de manera ordenada. Els soldats de la 4a Divisió van aconseguir rebutjar l'empenta inicial alemanya al llarg de la línia de ferrocarril de la línia de Bergen que connectava l'oest i l'est de Noruega.
Després que les tropes de la 5a Divisió més al nord havien cobert els desembarcaments britànics a Åndalsnes, Steffens va planejar una ofensiva destinada a recuperar Bergen. Per aconseguir aquest objectiu, la 4a Divisió disposava d'una força total mobilitzada de 6.361 soldats i 554 cavalls. Els plans del general Steffens van quedar redundants quan el 16 d'abril el general Ruge va ordenar que la majoria de les forces de la divisió fossin redistribuïdes a Valdres i Hallingdal, per reforçar el front principal a l'est de Noruega. L'objectiu de les forces restants a l'oest de Noruega es va convertir en impedir que els alemanys avançaven des de les zones al voltant de Bergen. Les forces navals noruegues, organitzades en tres comandaments regionals per l'almirall Tank-Nielsen, van impedir les intrusions alemanyes a Hardangerfjord i Sognefjord. En total, la Marina Reial de Noruega va desplegar entre 17 i 18 vaixells de guerra i de cinc a sis avions a l'oest de Noruega després de la captura alemanya de Bergen. Després que la Luftwaffe bombardegés i danys severament Voss i el camp circumdant el 23 al 25 d'abril, causant baixes civils, els alemanys van capturar la ciutat el 26 d'abril.
Després de la caiguda de Voss, el general Steffens va evacuar les restes de les seves forces cap al nord, evacuant el costat sud del fiord de Sognefjord el 28 de maig (excepte un petit contingent a Lærdal). Va establir el seu propi quarter general a Førde i es va preparar per a la defensa posterior de Sogn og Fjordane. El 30 d'abril es va comunicar un missatge del general Otto Ruge, que informava de l'evacuació de totes les tropes aliades i també del comandament del Rei i de l'Exèrcit, del sud de Noruega. Sense ajuda de les forces aliades o noruegues, l'1 de maig de 1940, Steffens va ordenar que les seves tropes es dissolguessin. Les forces alemanyes que avançaven van ser informades del parador de les tropes noruegues, i van acceptar deixar-les dissoldre sense ser molestades. La nit entre l'1 de maig i el 2 de maig, Steffens va marxar cap a Tromsø amb tres avions navals, acabant efectivament la campanya a la regió. Cap tropa terrestre aliada havia estat implicada en els combats a Hordaland i Sogn og Fjordane. Altres dos avions van volar al Regne Unit per fer servei. Encara que els vaixells de la Reial Marina Noruega a l'oest de Noruega van rebre l'ordre d'evacuar cap al Regne Unit o el nord de Noruega, només l'auxiliar Bjerk va navegar cap al Regne Unit i el Steinar cap al nord de Noruega. A les naus restants se'ls va impedir sortir a causa de desercions massives, o bé tenien comandants que van optar per dissoldre els seus homes en lloc de arriscar-se als viatges al territori controlat pels aliats. Les últimes forces noruegues a l'oest de Noruega només es van dissoldre a Florø el 18 de maig de 1940.

### Campanya al centre de Noruega

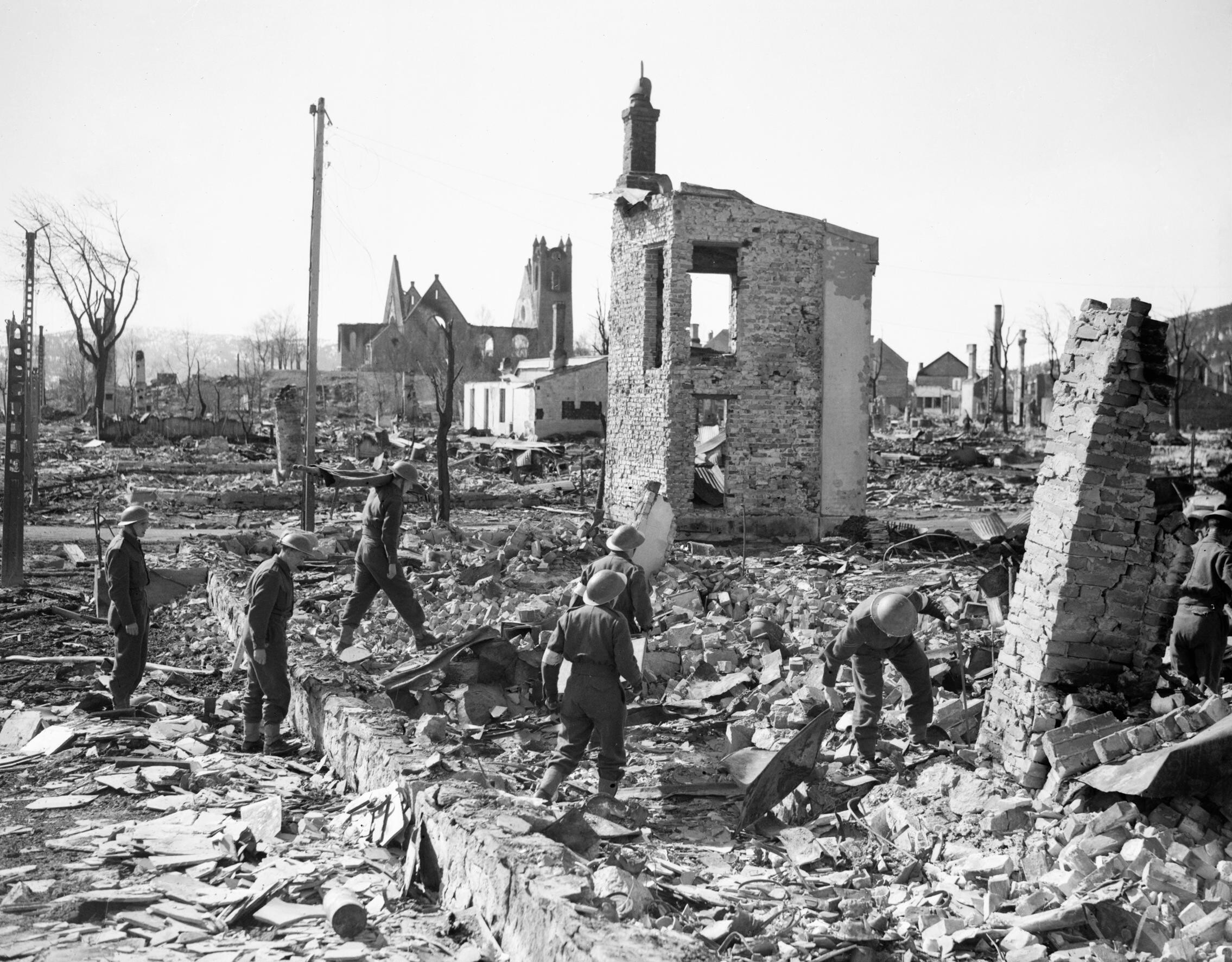
Les tropes britàniques recorren les ruïnes de Namsos, abril de 1940

Els plans originals per a la campanya a Noruega central demanaven un atac de tres fronts contra Trondheim per part de les forces aliades mentre que els noruecs contenien les forces alemanyes al sud. Es va anomenar Martell, i desembarcaria tropes aliades a Namsos al nord (Mauriceforce), Åndalsnes al sud (Sickleforce) i al voltant de Trondheim mateix (Hammerforce). Aquest pla es va canviar ràpidament, però, ja que es va considerar que un assalt directe a Trondheim seria massa arriscat i, per tant, només s'utilitzarien les forces del nord i del sud.
Per bloquejar els esperats desembarcaments aliats, l'Oberkommando der Wehrmacht va ordenar a una companyia de Fallschirmjäger que fes un llançament de combat a l'encreuament ferroviari de Dombås al nord de la vall de Gudbrandsdal. La força va aterrar el 14 d'abril i va aconseguir bloquejar la xarxa de ferrocarrils i carreteres a Noruega central durant cinc dies abans de ser obligada a rendir-se a l'exèrcit noruec el 19 d'abril.
Una força d'avantguarda britànica va arribar a Åndalsnes el 12 d'abril. El desembarcament principal de Sickleforce, format principalment per la 148a Brigada d'Infanteria britànica i comandat pel major-general Bernard Paget, va tenir lloc el 17 d'abril. L'èxit de la mobilització noruega a la zona va obrir l'oportunitat per als desembarcaments britànics.
A les darreres hores del 14 d'abril, Mauriceforce, formada principalment per la 146a Brigada d'Infanteria britànica i comandada pel major general Adrian Carton de Wiart, va fer els seus desembarcaments inicials a la ciutat portuària noruega de Namsos. Durant el viatge la força s'havia transferit a destructors en comptes de voluminosos vaixells de transport a causa de les estretes aigües del fiord que conduïa a Namsos; en la confusió del trasllat una gran part dels seus subministraments i fins i tot el comandant de brigada estaven fora de lloc.
Un altre gran problema per a Mauriceforce va ser la manca de suport aeri i de defenses antiaèries efectives, cosa que la Luftwaffe va aprofitar al màxim. El 17 d'abril la força va avançar des de Namsos fins a posicions al voltant del poble de Follafoss i la ciutat de Steinkjer. Les tropes franceses van arribar a Namsos a finals del 19 d'abril. El 20 d'abril, avions alemanys van bombardejar Namsos, destruint la majoria de les cases del centre de la ciutat i grans porcions de l'emmagatzematge de subministraments per a les tropes aliades, deixant de Wiart sense base. Independentment, es va traslladar 130 km (81 milles) terra endins fins a Steinkjer i es va enllaçar amb la 5a Divisió noruega. Tot i això, l'assetjament aeri constant va impedir qualsevol tipus d'ofensiva, i el 21 d'abril Mauriceforce va ser atacat per la 181a Divisió alemanya des de Trondheim. De Wiart es va veure obligat a retrocedir d'aquests assalts, deixant Steinkjer per als alemanys. Els dies 21 i 22 d'abril, Steinkjer va ser bombardejat per la Luftwaffe, deixant quatre cinquenes parts de la ciutat en ruïnes i més de 2.000 persones sense llar. El 24 d'abril, Steinkjer i les zones circumdants havien estat ocupades pels alemanys.

### Fi de la campanya al centre i sud de Noruega

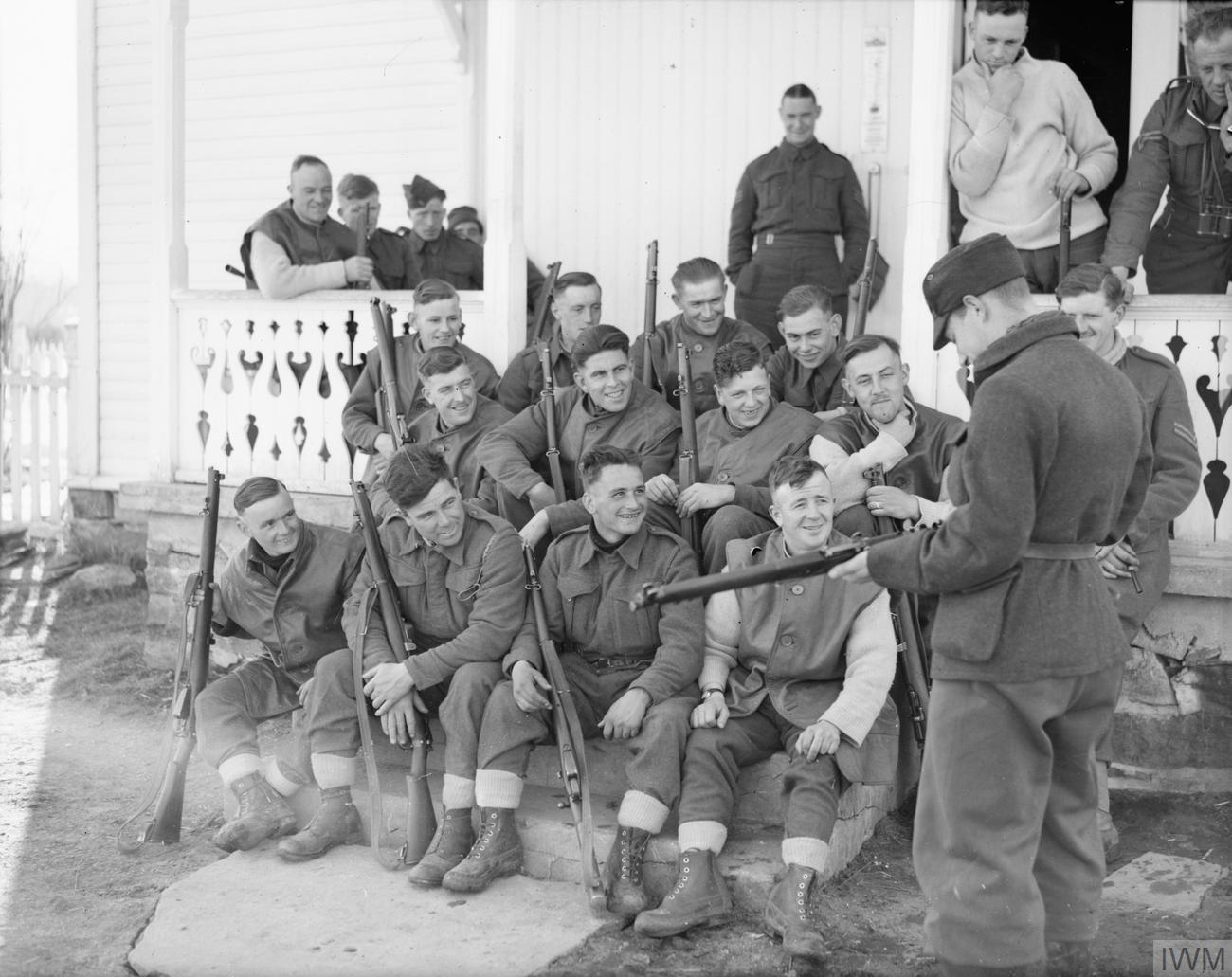
Soldats britànics del 4t Regiment de Lincolnshire a Skage després de marxar 90 km (56 milles) a través de les muntanyes per escapar de ser tallats, abril de 1940. Es veu un soldat noruec examinant un dels seus rifles.

El 28 d'abril, amb els dos grups controlats pels alemanys, la direcció aliada va decidir retirar totes les forces britàniques i franceses de les regions del sud i el centre de Noruega. La retirada aliada va ser coberta per les forces noruegues, que després van ser desmobilitzades per evitar que els soldats fossin presoners pels alemanys. El 30 d'abril els alemanys que avançaven des d'Oslo i Trondheim es van enllaçar.
Els dies 28 i 29 d'abril, la ciutat portuària no defensada de Kristiansund havia estat fortament bombardejada per la Luftwaffe, igual que el proper port de Molde, que funcionava com a seu del govern noruec i del rei. La ciutat d'Ålesund també havia patit molt els bombardeigs alemanys durant els últims dies d'abril.
Sickleforce va aconseguir tornar a Åndalsnes i escapar el 2 de maig a les 02:00, només unes hores abans que la 196a Divisió alemanya capturés el port.  El port noruec occidental havia estat sotmès a forts bombardejos alemanys entre el 23 i el 26 d'abril, i havia estat cremant fins al 27 d'abril. El poble de Veblungsnes i la zona al voltant de l'estació de tren d'Åndalsnes van patir danys especialment greus. Quan van arribar els alemanys, un 80% d'Åndalsnes estava en ruïnes. Mauriceforce, els seus combois retardats per una espessa boira, van ser evacuats de Namsos el 2 de maig, encara que dos dels seus vaixells de rescat, el destructor francès Bison i el destructor britànic Afridi van ser enfonsats pels bombarders en picat Junkers Ju 87.
La resistència militar noruega organitzada a les parts central i sud de Noruega va cessar el 5 de maig, amb la capitulació de les forces que lluitaven a Hegra a Sør-Trøndelag i a Vinjesvingen a Telemark.
El fracàs de la campanya central és considerat una de les causes directes del debat de Noruega, que va tenir com a resultat la dimissió del primer ministre britànic Neville Chamberlain i el nomenament de Winston Churchill al càrrec.
Després d'haver evacuat Molde durant els atacs aeris alemanys el 29 d'abril, el rei Haakon VII i el seu govern van arribar a Tromsø, al nord de Noruega, l'1 de maig.Durant les setmanes restants de la campanya de Noruega, Tromsø va ser la capital de facto de Noruega, com a seu del rei i del gabinet.

### Campanya al nord de Noruega

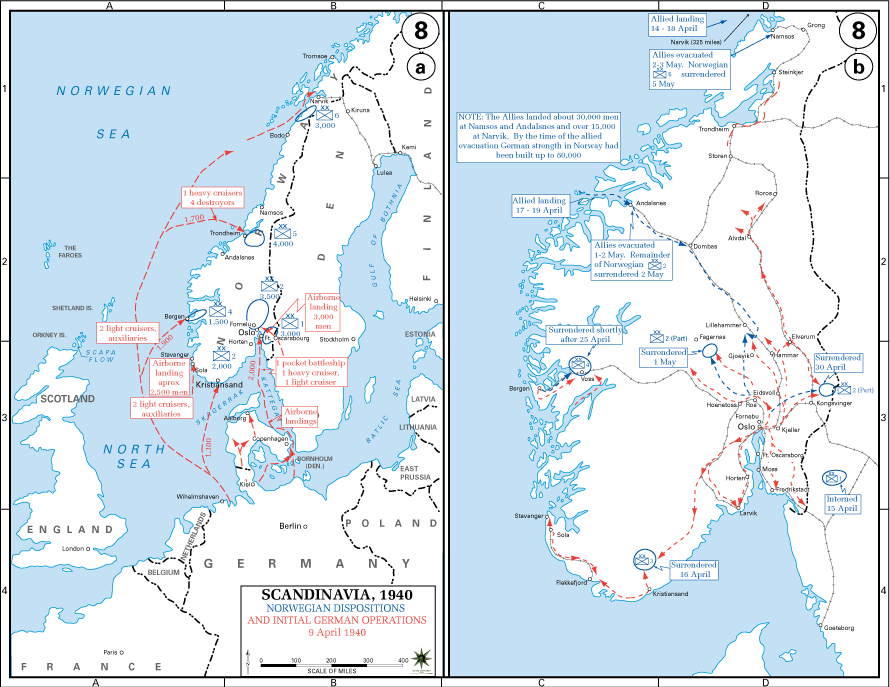
Desembarcaments i operacions inicials alemanyes i aliades al sud, centre i nord de Noruega l'abril de 1940

Al nord de Noruega, la 6a divisió noruega, comandada pel general Carl Gustav Fleischer, es va enfrontar a les forces d'invasió alemanyes a Narvik. Després de la invasió alemanya, el general Fleischer va assumir el càrrec de comandant en cap de totes les forces noruegues al nord de Noruega. La contraofensiva noruega contra els alemanys a Narvik es va veure obstaculitzada per la decisió de Fleischer de retenir forces importants a l'est de Finnmark per protegir-se d'un possible atac soviètic a l'extrem nord.
Juntament amb els desembarcaments aliats a Åndalsnes i Namsos, dirigits contra Trondheim, es van desplegar més forces al nord de Noruega i se'ls va assignar la tasca de recuperar Narvik. Igual que la campanya al sud, l'expedició de Narvik es va enfrontar a nombrosos obstacles.
Un dels primers problemes que van enfrontar els aliats va ser que el comandament no estava unificat, ni tan sols realment organitzat. Les forces navals de la zona estaven dirigides per l'almirall de la flota William Boyle, 12è comte de Cork, que havia rebut l'ordre de desfer la zona dels alemanys el més aviat possible. En canvi, el comandant de les forces terrestres, el major general Pierse Mackesy, va rebre l'ordre de no desembarcar les seves forces en cap àrea fortament controlada pels alemanys i d'evitar danyar les zones poblades. Els dos es van reunir el 15 d'abril per determinar la millor línia d'acció. Lord Cork va argumentar per un assalt immediat a Narvik i Mackesy va contrarestar que aquest moviment provocaria nombroses baixes per a les seves tropes atacants. Cork finalment va cedir al punt de vista de Mackesy.
La força de Mackesy es va anomenar originalment Avonforce, més tard Rupertforce. La força estava formada per la  24a Brigada de la Guàrdia, dirigida pel brigadier  William Fraser, i unitats franceses i poloneses dirigides pel brigadier Antoine Béthouart. La força principal va començar a desembarcar a Harstad, una ciutat portuària a l'illa de Hinnøya, el 14 d'abril. Els primers atacs aeris alemanys a Harstad van començar el 16 d'abril, però les defenses antiaèries van evitar danys greus fins que una incursió el 20 de maig va destruir tancs de petroli i cases de civils i una altra incursió el 23 de maig va afectar la navegació aliada al port.
El 15 d'abril, els aliats van aconseguir una victòria important quan els destructors de la Royal Navy Brazen i Fearless, que estaven escortant el comboi NP1 que portava tropes, van obligar l'U-boat alemany U-49 a sortir a la superfície i a enfonsar-se al Vågsfjorden. Es van trobar documents flotant al voltant de l'U-boot que s'enfonsava, que detallaven les disposicions, codis i ordres operatives de tots els submarins a l'àrea operativa de Noruega, proporcionant als Aliats una eina eficient i valuosa a l'hora de planificar combois de tropes i subministraments per a la campanya al nord de Noruega.
Després del fracàs dels aliats al centre de Noruega, es va donar més preparació a les forces del nord. La cobertura aèria va ser proporcionada per dos esquadrons de caces transportats amb portaavions que operaven des de l'estació aèria de Bardufoss, l'esquadró núm. 263 de la RAF reequipat amb Gloster Gladiators i l'esquadró 46 de la RAF amb Hawker Hawker Hurricanes.

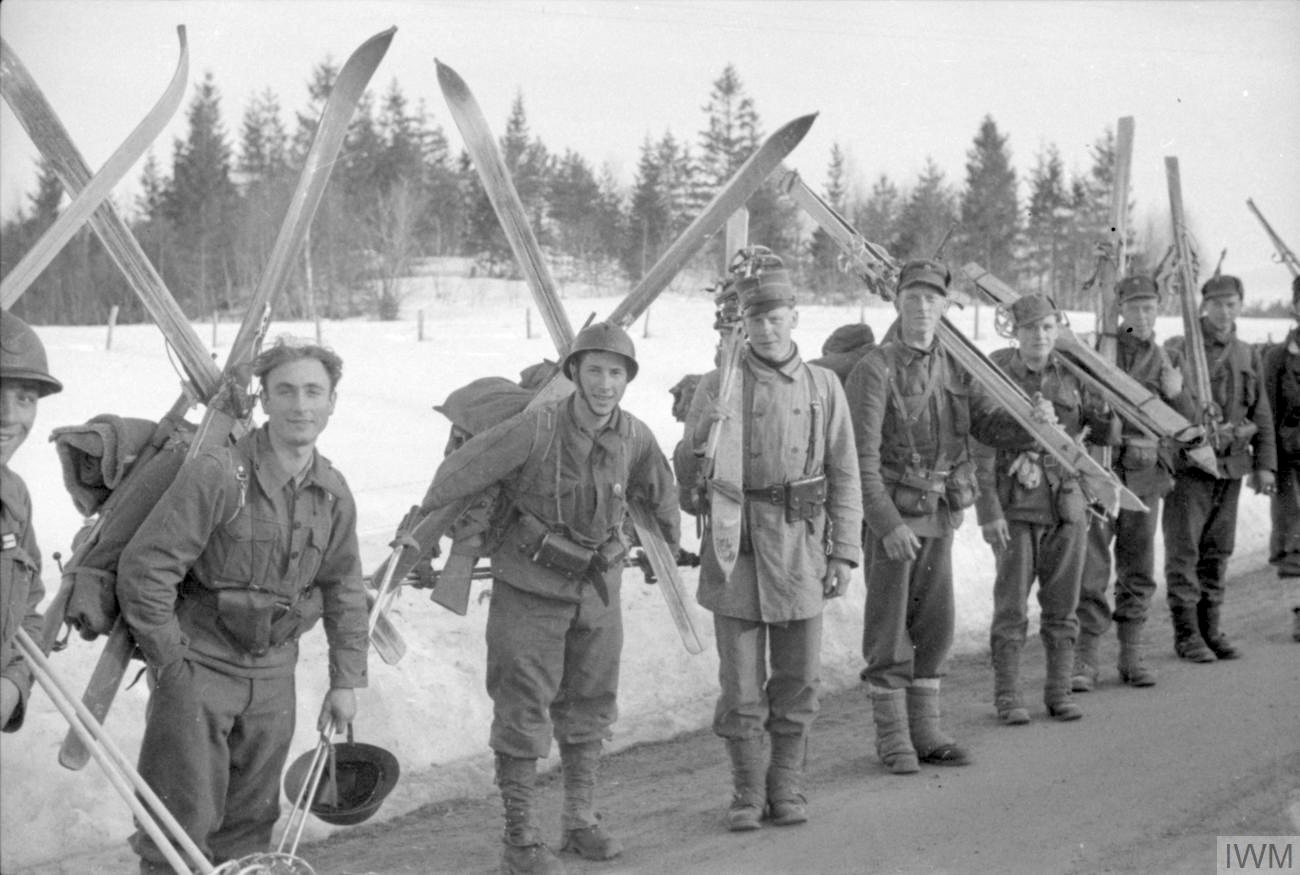
Tropes d'esquí franceses i noruegues, probablement al front de Narvik

Com a part de la contraofensiva aliada al nord de Noruega, les forces franceses van fer un desembarcament amfibi a Bjerkvik el 13 de maig. Els trets navals de suport als vaixells de guerra aliats van destruir la major part del poble i van matar 14 civils abans que els alemanys fossin desallotjats de Bjerkvik.
Mentre les forces noruegues i aliades avançaven a Narvik, les forces alemanyes avançaven ràpidament cap al nord a través de Nordland per alleujar les tropes assetjades de Dietl. L'estació aèria de Værnes capturada prop de Trondheim es va ampliar i millorar ràpidament per proporcionar a la Luftwaffe una base des de la qual recolzar el sector de Narvik. A mesura que les forces alemanyes es van moure cap al nord, també van aconseguir el control de les instal·lacions bàsiques de l'aeròdrom de Hattfjelldal per donar suport a les seves operacions de bombarders.
A finals d'abril, s'havien constituït deu companyies independents a Gran Bretanya, comandades pel tinent coronel Colin Gubbins. El 2 de maig, quatre d'aquestes companyies es van formar en "Scissorsforce", sota Gubbins, i es van enviar per avançar als alemanys a Bodø, Mo i Rana i Mosjøen. Tot i que van emboscar a les unitats alemanyes líders al sud de Mosjøen, van ser superats pel cos principal alemany i van ser retirats a Bodø, que havia de ser defensat per la 24a Brigada de la Guàrdia.
Quan la 24a Brigada de la Guàrdia es va traslladar a Bodø, el destructor HMS Somali, que transportava el brigadier Fraser, va ser bombardejat i es va veure obligat a tornar a Gran Bretanya. Gubbins, amb el rang de coronel en funcions, va assumir el comandament de la brigada. El 15 de maig el vaixell de tropes MS  Chrobry que transportava la 1a de la Guàrdia Irlandesa va ser bombardejat, amb nombroses baixes a la tropa, i dos dies més tard el creuer pesant HMS Effingham va encallar mentre transportava gran part de l'equip de la 2a dels South Wales Borderers. Tots dos batallons van tornar a Harstad per reformar-se i ser reequipats abans de marxar de nou cap a Bodø.

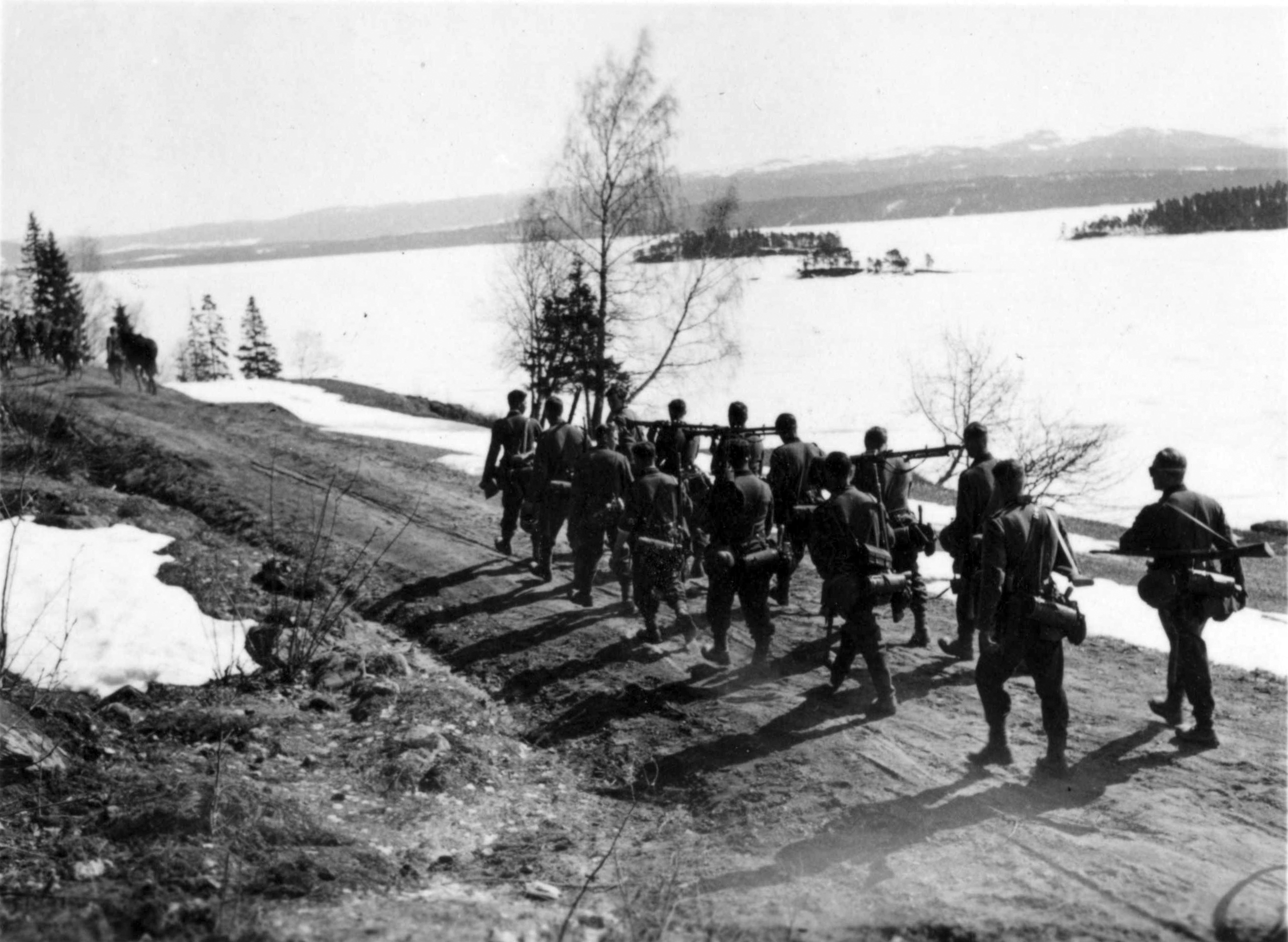
Gebirgsjäger alemanys avançant cap al nord prop de Snåsa

Quan els alemanys avançaven cap al nord des d'un cap de ferrocarril a Mosjøen, la guarnició de Mo i Rana (una força mixta basada en la 1a de la Guàrdia Escocesa) es va retirar el 18 de maig, massa precipitadament segons l'opinió de Gubbins. El comandant de la Guàrdia Escocesa, el tinent coronel Thomas Byrnand Trappes-Lomax, va continuar retirant-se malgrat les ordres de mantenir posicions successives que, amb l'arribada retardada de la resta de la brigada, no van deixar a Gubbins temps per preparar una posició defensiva a Storjord. La brigada es va retirar sota una forta pressió a través del fiord de Skjerstad el 25 de maig, coberta per una rereguarda de la 1a Guàrdia Irlandesa i diverses de les Companyies Independents al comandament del tinent coronel Hugh Stockwell.
Al vespre del 27 de maig, Bodø va ser bombardejat i metrallat per la Luftwaffe. El bombardeig va destruir la pista d'aterratge improvisada recentment construïda, l'estació de ràdio i 420 dels 760 edificis de la ciutat, matant 15 persones i deixant altres 5.000 sense llar en el procés.
La força de Gubbins va ser evacuada de Bodø del 30 de maig al 2 de juny. Durant aquests tres dies, els núvols baixos van impedir que la Luftwaffe interferís. La pista aèria improvisada que havia estat colpejada durant l'atac aeri del 27 de maig va caure en mans alemanyes, proporcionant als alemanys una base aèria molt més propera als combats de Narvik, i va ser de gran importància per al seu continu avanç cap al nord.
El 28 de maig, dos batallons francesos i un noruec van atacar i recuperar Narvik als alemanys. Al sud de la ciutat, les tropes poloneses van avançar cap a l'est al llarg del fiord de Beisfjord. Altres tropes noruegues estaven empenyent els alemanys cap a la frontera sueca prop de Bjørnfjell. No obstant això, la invasió alemanya de França i els Països Baixos havia alterat enormement la situació general de la guerra i la importància de Noruega es va reduir considerablement. El 25 de maig, tres dies abans de la reconquesta de Narvik, els comandants aliats havien rebut ordres d'evacuar de Noruega. L'atac a la ciutat es va dur a terme en part per emmascarar als alemanys la intenció dels aliats d'abandonar Noruega. Poc després de la reconquesta aliada de Narvik el 28 de maig, la ciutat va ser bombardejada i molt danyada per la Luftwaffe.

### Retirada aliada i capitulació noruega

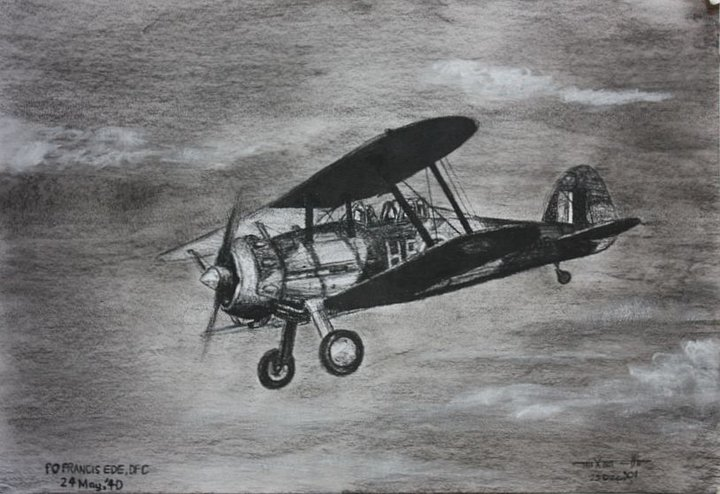
Impressió artística del Gloster Gladiator de l'esquadró 263 de la RAF pilotat per l'oficial pilot de les Bermudes Herman Francis Grant "Baba" Ede, DFC, el 24 de maig de 1940. Ede va morir en l'enfonsament de l'HMS Glorious

L'operació Alfabet, la retirada general aliada de Noruega, havia estat aprovada el 24 de maig. Entre els que van argumentar en contra de l'evacuació de Noruega hi havia Winston Churchill, que més tard va expressar que la decisió havia estat un error. Les autoritats noruegues només van ser informades de la decisió l'1 de juny. Després d'una reunió el 7 de juny en què es va prendre la decisió de continuar la lluita a l'estranger, el rei Haakon VII, el príncep hereu Olav i el gabinet noruec van abandonar Noruega amb el creuer britànic Devonshire i es van exiliar al Regne Unit. Sense els subministraments dels aliats, l'exèrcit noruec aviat hauria estat incapaç de continuar la lluita. Tant el rei com el príncep hereu s'havien plantejat la possibilitat de romandre a Noruega, però el diplomàtic britànic Cecil Dormer els va convèncer per seguir el govern a l'exili. El príncep hereu va suggerir que s'havia de quedar i ajudar el Consell d'Administració a alleujar els efectes de l'ocupació, però a causa de la vellesa del rei es va decidir que tots dos havien d'exiliar-se, per evitar complicacions en cas de morir el rei mentre està a l'estranger. El 8 de juny, després de destruir les línies ferroviàries i les instal·lacions portuàries, totes les tropes aliades havien estat evacuades. Els alemanys havien llançat l'operació Juno, enviant el Scharnhorst i el Gneisenau per alleujar la pressió sobre la guarnició de Narvik. Després de descobrir l'evacuació, van canviar la missió per atacar la navegació aliada i posteriorment van enfonsar dos destructors britànics i el portaavions Glorious. Abans que els vaixells de guerra britànics fossin enfonsats, però, el destructor Acasta va torpedejar i danyar el Scharnhorst . Poc després de l'encontre, el submarí britànic HMS Clyde va interceptar els vaixells alemanys i va torpedinar el Gneisenau, causant-li greus danys.
Les forces noruegues a terra ferma van capitular davant els alemanys el 10 de juny de 1940. Les unitats que lluitaven al front havien rebut l'ordre de desenganxar-se a les primeres hores del 8 de juny. Els combats van cessar a les 24:00 del 9 de juny. L'acord de capitulació formal per a les forces que lluitaven a la Noruega continental es va signar a l'hotel Britannia de Trondheim a les 17:00 del 10 de juny de 1940. El tinent coronel Ragnvald Roscher Nielsen va signar per les forces noruegues, el coronel Erich Buschenhagen per al bàndol alemany. També es va signar el mateix dia, a Bjørnfjell, un acord de capitulació per a les forces noruegues que lluitaven a Narvik. Els signants d'aquest acord, l'última capitulació local de les tropes noruegues durant la campanya, van ser el general Eduard Dietl per als alemanys, i el tinent coronel Harald Wrede Holm per als noruecs. La campanya de 62 dies va fer de Noruega el país per resistir una invasió alemanya durant el període més llarg, a part de la Unió Soviètica.

## Ocupació

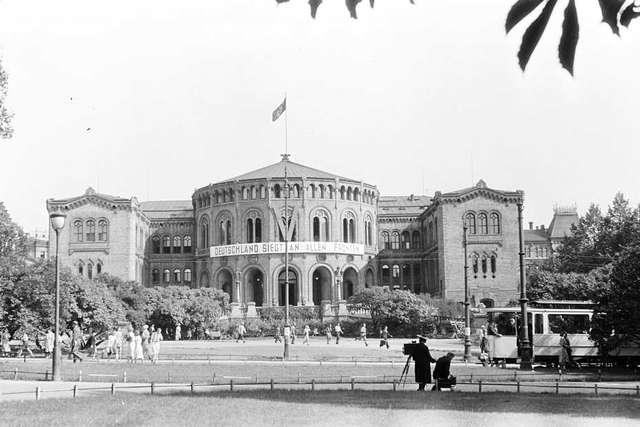
L'edifici del Parlament de Noruega el 1941, amb la bandera de l'esvàstica onejant i un eslògan nazi a la part davantera de l'edifici on diu Deutschland siegt an allen Fronten

Amb la capitulació de l'exèrcit continental de Noruega va començar una ocupació alemanya del país. Encara que les forces armades noruegues regulars a la Noruega continental van deixar les armes el juny de 1940, hi va haver un moviment de resistència bastant destacat, que va resultar cada cop més eficient durant els últims anys d'ocupació. La resistència a l'ocupació alemanya va començar a la tardor de 1940, guanyant força i millor organitzant-se. Tot i que la Gestapo es va infiltrar i va destruir moltes de les primeres organitzacions, el moviment de resistència va sobreviure i va créixer. L'últim any de la guerra va veure un augment de les accions de sabotatge de l'organització de resistència noruega Milorg, alineada amb el govern a l'exili, encara que l'objectiu principal de l'organització era mantenir intactes les forces guerrilleres per ajudar a una invasió aliada de Noruega. A més de Milorg, molts grups de resistència independents, la majoria comunistes, van operar a la Noruega ocupada, atacant objectius alemanys sense coordinar-se amb les autoritats noruegues exiliades.
La part civil de l'ocupació alemanya de Noruega es va organitzar mitjançant l'establiment del Reichskommissariat Norwegen, dirigit des del 24 d'abril per Josef Terboven. Els alemanys van intentar que les autoritats noruegues exiliades fossin irrellevants, especialment dirigint-se al rei. Setmanes després del final de la campanya de Noruega, els alemanys van pressionar la presidència del parlament noruec perquè emetés una sol·licitud perquè Haakon VII abdiqués. El 3 de juliol Haakon VII va rebutjar la sol·licitud i el 8 de juliol va pronunciar un discurs a BBC Radio proclamant la seva resposta. "El No del Rei", com es va donar a conèixer, va fomentar la resistència a l'ocupació i als col·laboradors noruecs. El Consell Administratiu, nomenat pel Tribunal Suprem de Noruega el 15 d'abril per substituir el govern noruec als territoris ocupats, va funcionar fins al 25 de setembre. Després d'aquesta data, el soci noruec dels alemanys ocupants va ser el règim feixista de Quisling, d'una forma o una altra.
La Marina Reial de Noruega i la Reial Força Aèria Noruega (RNoAF) es van restablir a Gran Bretanya, a partir de les restes de forces salvades de la campanya de Noruega. Les forces aviat van veure un ampli combat en les batalles de combois de l'Atlàntic Nord i en la guerra aèria sobre Europa. Les files de l'Armada i la Força Aèria es van veure inflades per un degoteig constant de refugiats que sortien de la Noruega ocupada, i el seu equipament va ser posat a punt per avions i vaixells britànics i nord-americans. A partir d'una força de 15 vaixells el juny de 1940, la Marina Reial de Noruega s'havia ampliat a 58 vaixells de guerra al final de la Segona Guerra Mundial a Europa. Els vaixells estaven tripulats per uns 7.000 tripulants. En total, 118 vaixells de guerra havien estat sota comandament noruec en un moment o altre durant els anys de guerra.
Els esquadrons noruecs van volar amb els comandaments de caça i costaners de la RAF. Els esquadrons 331 i 332 tripulats per noruecs van operar avions de caça Hawker Hurricane i Supermarine Spitfire. Els esquadrons 330 i 333 de la marina van pilotar bombarders de patrulla Northrop N-3PB, hidroavions Consolidated PBY Catalina i Short Sunderland i caces bombarders de Havilland Mosquito. A més, noruecs van volar de manera individual amb unitats aèries britàniques. El novembre de 1944, el Servei Aeri Naval Reial de Noruega i el Servei Aeri de l'Exèrcit de Noruega, que estaven sota un comandament unificat des del març de 1941, es van fusionar per formar la RNoAF. Al final de la guerra, uns 2.700 efectius van servir a la RNoAF.
També es va restablir a Escòcia un exèrcit noruec d'uns 4.000 efectius. No obstant això, amb l'excepció d'un petit nombre de forces especials, va veure poca acció durant la resta de la guerra. Una companyia reforçada de l'exèrcit noruec amb seu a Escòcia va participar en l'alliberament de Finnmark durant l'hivern de 1944–45. Finnmark i les parts del nord del comtat de Troms havien estat evacuades per la força pels alemanys en una operació de terra cremada després de l'ofensiva Petsamo-Kirkenes de l'Exèrcit Roig contra el Finnmark ocupat l'octubre de 1944. L'ofensiva havia capturat la ciutat nord-est de Kirkenes des del ocupant les forces alemanyes. Després de l'arribada dels 300 soldats d'Escòcia, es van traslladar més tropes des de Suècia i es van mobilitzar localment. Al final de la guerra, les forces noruegues a Finnmark sumaven un total de 3.000. En el transcurs d'aquesta operació, es van produir alguns combats menors amb la rereguarda i les patrulles alemanyes.
A la Suècia neutral també hi va haver una acumulació de forces noruegues durant els dos últims anys de la guerra a través de les anomenades "tropes policials" establertes amb el suport de les autoritats sueques. El terme "policia" va servir per encobrir el que en realitat era pur entrenament militar d'una força que reunia al voltant de 13.000 soldats ben entrenats i equipats per al dia VE. El 1945 al voltant de 1.300 "tropes de policia" van participar en l'Alliberament de Finnmark.
A part de les forces regulars noruegues, el principal moviment de resistència armada a Noruega, el Milorg controlat pel govern a l'exili, va desplegar uns 40.000 combatents al final de la guerra. El novembre de 1941, el govern noruec exiliat va declarar Milorg com la quarta branca de les Forces Armades de Noruega.

## Víctimes i pèrdues materials

### Alemanya

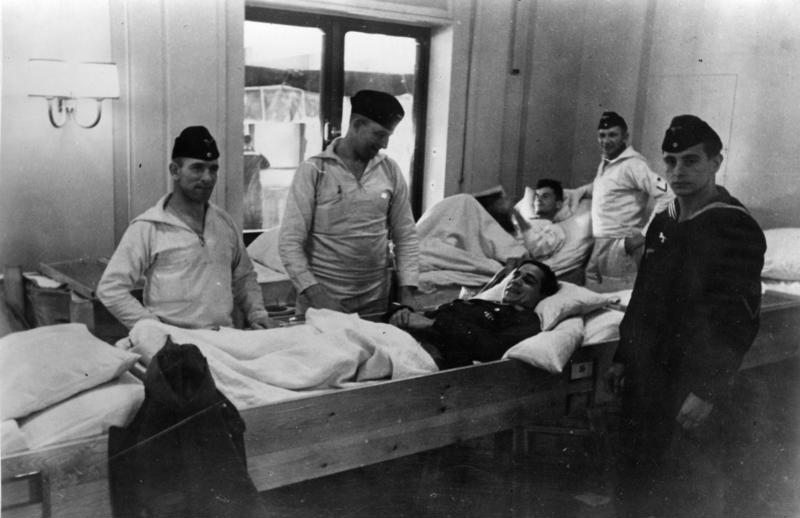
Alemanys ferits a Narvik repatriats a Alemanya a bord del vaixell hospital MV Wilhelm Gustloff.

Les baixes oficials alemanyes per a la campanya de Noruega van ser de 5.296. D'aquests 1.317 van morir a terra, mentre que 2.375 es van perdre al mar. 1.604 van ser catalogats com a ferits.
Les pèrdues alemanyes al mar van ser importants, amb l'enfonsament d'un dels dos creuers pesats de la Kriegsmarine, dos dels seus sis creuers lleugers, 10 dels seus 20 destructors i sis submarins. Amb diversos vaixells més greument danyats, la flota de superfície alemanya només tenia tres creuers i quatre destructors operatius després de la campanya de Noruega. Durant la campanya també es van perdre dos torpedineres i 15 unitats navals lleugeres. Dos cuirassats alemanys i dos creuers van resultar danyats durant la campanya.
Fonts oficials alemanyes indiquen que el nombre d'avions alemanys perduts durant la campanya de Noruega és de 90, amb altres estimacions de l'historiador François Kersaudy que poden arribar a 240.
En vaixells de transport i vaixells mercants, els alemanys van perdre 21 vaixells amb 111.700 tones, al voltant del 10% del que tenien disponible en aquell moment.

### Noruecs i Aliats

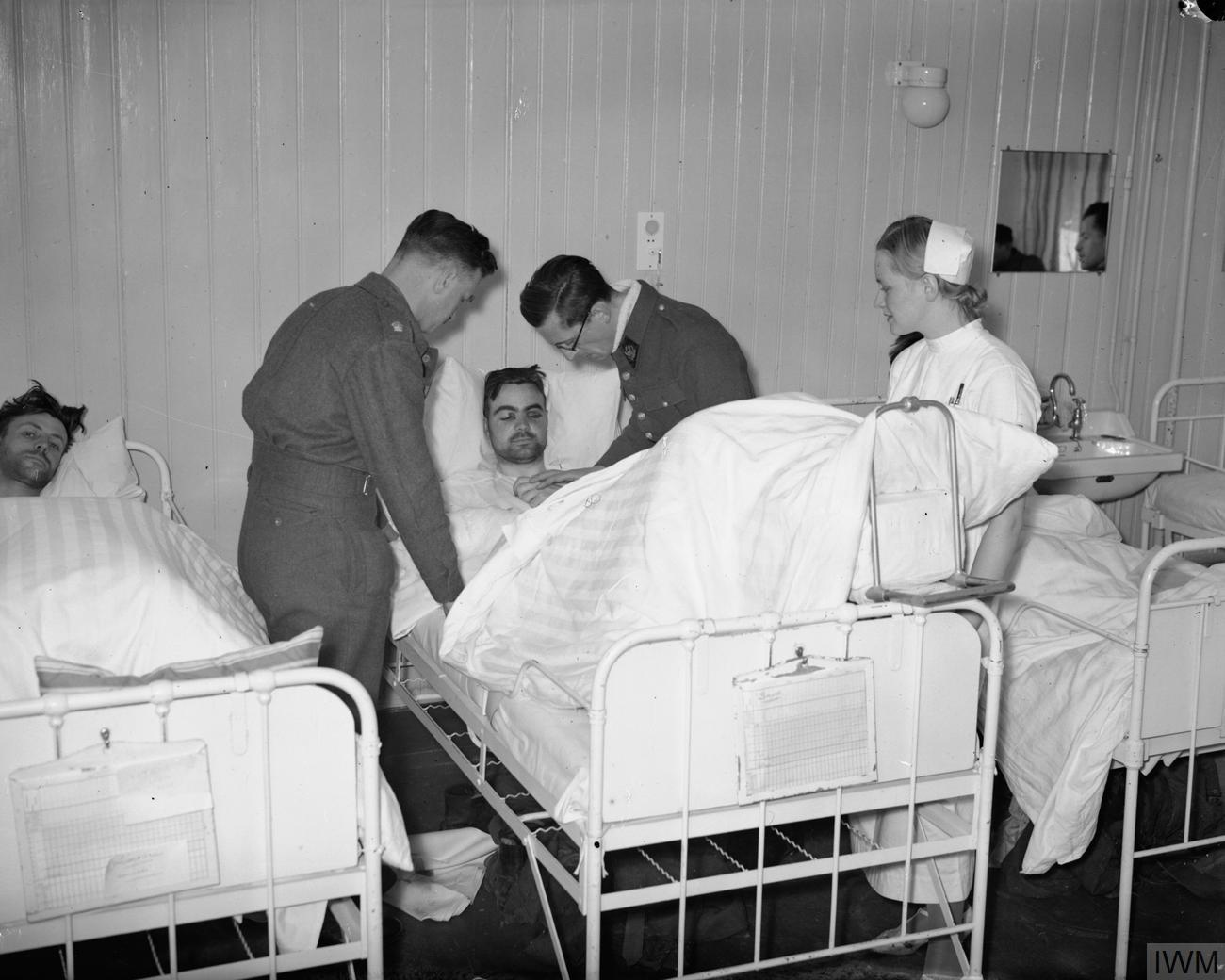
Soldats britànics i francesos ferits són atesos en un hospital de Namsos per oficials mèdics britànics i francesos i una infermera noruega

Les baixes noruegues i aliades de la campanya de Noruega van ascendir al voltant de 6.602. Els britànics van perdre 1.869 morts, ferits i desapareguts a terra i aproximadament 2.500 al mar, mentre que francesos i polonesos van perdre 533 morts, ferits i desapareguts. Al costat noruec hi va haver unes 1.700 baixes, de les quals 860 van morir. Uns 400 civils noruecs també van morir, la majoria en bombardeigs alemanys. Al voltant de 60 dels civils assassinats van ser afusellats pels soldats alemanys durant els combats a l'est de Noruega, molts en execucions sumaríssimes .
En el costat naval de les baixes noruegues, la Marina Reial de Noruega, amb 121 vaixells en la seva majoria obsolets al començament de la invasió alemanya, va ser pràcticament eliminada durant la campanya. Només 15 vaixells de guerra, inclòs un vaixell pesquer alemany capturat, amb uns 600 homes havien aconseguit evacuar al Regne Unit al final dels combats. Els vaixells navals noruecs restants van ser enfonsats en acció, enfonsats per les seves pròpies tripulacions o capturats pels alemanys. Entre els vaixells de guerra enfonsats en acció durant la campanya hi havia dos vaixells de defensa costanera i dos destructors. Set torpeders també van ser enfonsats o enfonsats, mentre que els deu restants van ser capturats pels alemanys. Només un dels nou submarins noruecs va aconseguir escapar al Regne Unit, els altres vuit van ser enfonsats o capturats. Uns 50 vaixells navals noruecs capturats van ser posats en servei amb el pas del temps per la Kriegsmarine.
Els britànics van perdre un portaavions, dos creuers, set destructors i un submarí, però amb la seva flota molt més gran van poder absorbir les pèrdues en un grau molt més gran que Alemanya.HMS Vandyck era un vaixell d'embarcament armat, va ser un vaixell de reserva durant l'evacuació aliada del nord de Noruega el 1940, i se suposava que havia d'esperar i veure si hi havia algun retardat. Alguna cosa va sortir malament amb les darreres transmissions de ràdio i es va quedar fora d'Andøya i no es va presentar quan l'últim comboi va marxar. Poc després va ser trobada i bombardejada per un avió FW200 Condor del KG40 el 10 de juny.

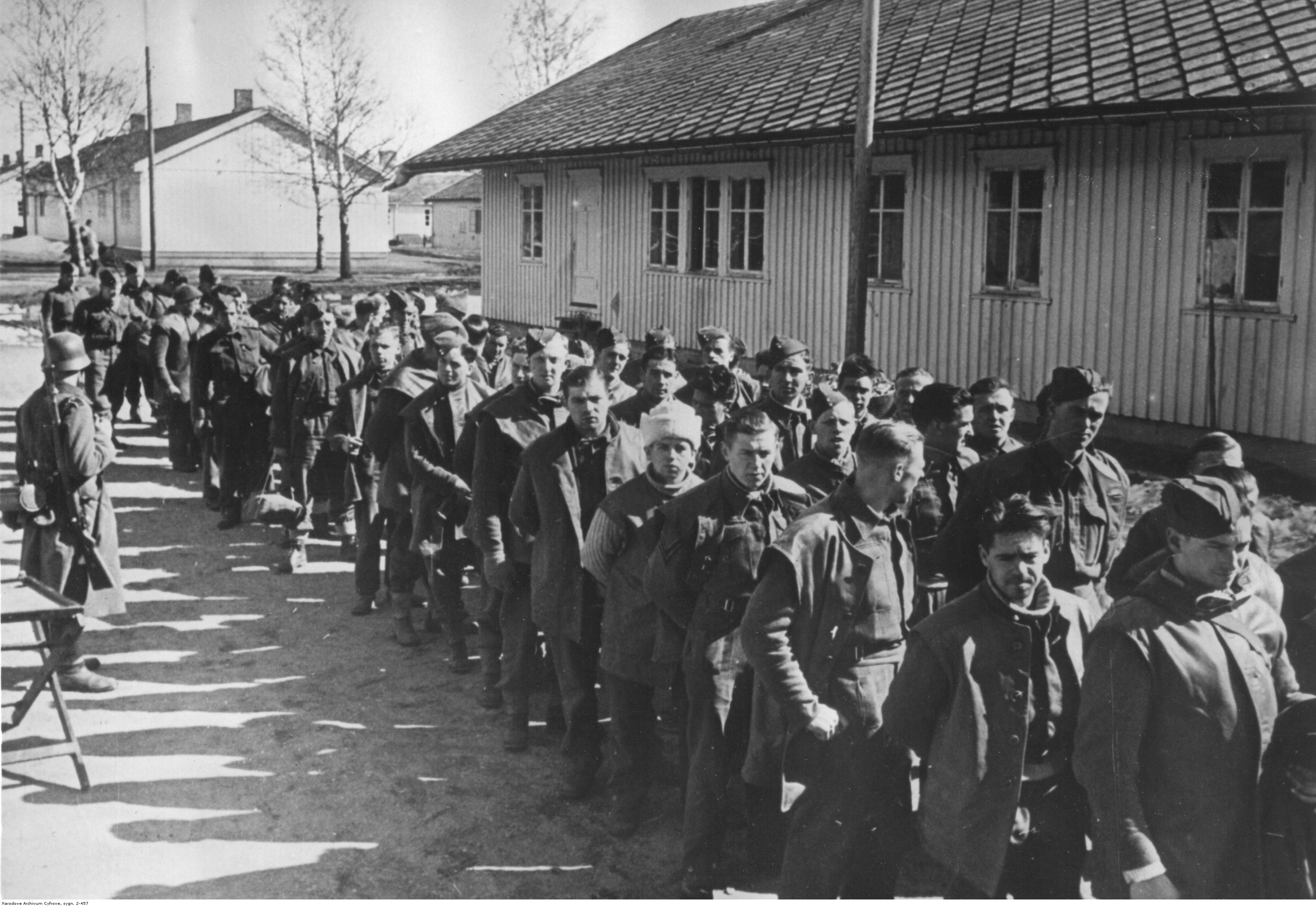
Presoners de guerra britànics a Trondheim, maig de 1940

La Marina francesa va perdre el destructor Bison i un submarí durant la campanya, i un creuer va resultar greument danyat. L'armada polonesa exiliada va perdre el destructor Grom i el submarí Orzeł.
Mentre que els britànics van perdre 112 avions durant la campanya, els noruecs van perdre tots els seus avions excepte un petit nombre que van ser evacuats amb èxit al Regne Unit o volats a Finlàndia neutral.
La pèrdua total combinada de vaixells mercants i transports per als aliats i els noruecs va ser d'uns 70 vaixells.

## Anàlisi

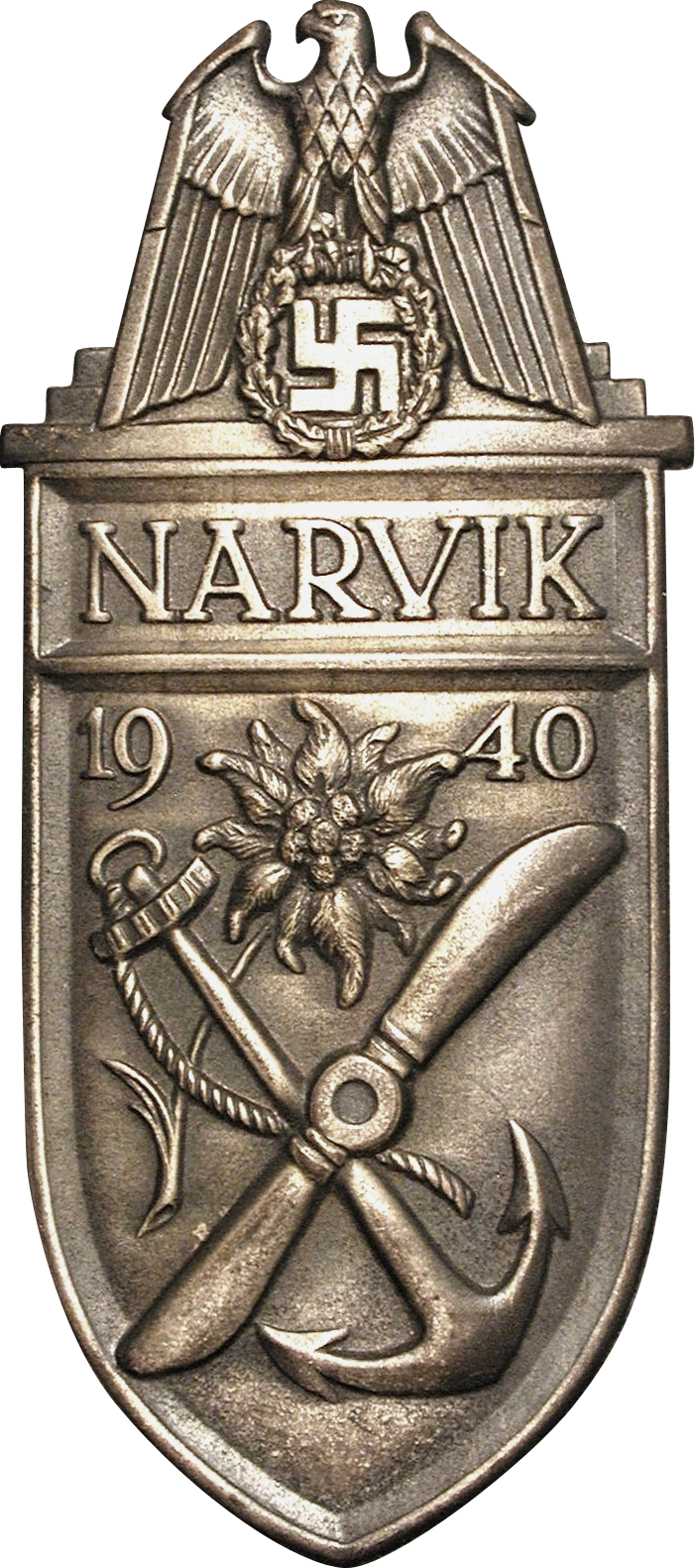
L'Escut de Narvik

L'operació tal com estava prevista va ser una victòria decisiva per a Alemanya. Tant Dinamarca com Noruega estaven ocupades. La sorpresa va ser gairebé total, sobretot a Dinamarca.
Al mar, la invasió va suposar un retrocés temporal. Per a la Kriegsmarine la campanya va provocar grans pèrdues, deixant-la amb una força de superfície d'un creuer pesant, dos creuers lleugers i quatre destructors operatius. Això va deixar la marina debilitada durant els mesos d'estiu quan Hitler estava perseguint plans per a una invasió de Gran Bretanya.
El cost més gran de la campanya a terra va ser la necessitat de mantenir la majoria de les tropes d'invasió a Noruega per a les tasques d'ocupació lluny dels fronts. En conjunt, la campanya va ser un èxit amb grans beneficis per al vencedor.
Mitjançant el sistema Nortraship del govern noruec, els aliats també van obtenir els serveis de la marina mercant noruega, la quarta més gran del món. El Nortraship, de 1.028 vaixells, es va establir el 22 d'abril en una reunió del govern a Stuguflåten a Romsdal. La flota de Nortraship constava d'un 85% de la flota mercant noruega d'abans de la guerra, el 15% restant havia estat a Noruega quan els alemanys van envair i no van poder escapar. Els vaixells Nortraship tenien una tripulació de 27.000 mariners. En total, 43 vaixells noruecs lliures van ser enfonsats durant la campanya de Noruega, mentre que altres 29 van ser internats pels neutrals suecs. Nortraship va donar al govern noruec a l'exili la independència econòmica i una base per a una resistència contínua des de l'estranger.
Els aliats van aconseguir un èxit parcial a Narvik. Els alemanys havien destruït bona part de les instal·lacions portuàries allà abans de la pèrdua de la ciutat el 28 de maig. L'enviament des del port es va aturar durant un període de sis mesos, encara que els aliats havien cregut que estaria fora de funcionament durant un any.
L'ocupació alemanya de Noruega va ser una espina al costat dels aliats durant els propers anys. Els bombarders amb base a Sola tenien un viatge d'anada i tornada d'uns 920 km fins a Rattray Head, al nord-est d'Escòcia, en lloc d'un viatge d'anada i tornada d'uns 1.400 km des de l'aeròdrom més proper en sòl alemany (l'illa de Sylt), mentre que l'est d'Escòcia i La navegació costanera va patir bombardeigs, la majoria procedents de Noruega, fins al 1943. Després de la caiguda de Noruega, Escòcia (especialment la flota bases a Scapa Flow i Rosyth) es consideraven molt més vulnerables a un assalt de diversió per part de les tropes aèries i marítimes. Els assaltants comercials alemanys van utilitzar Noruega com a base per arribar a l'Atlàntic Nord. Després que Alemanya va envair la Unió Soviètica el 1941, les bases aèries a Noruega també es van utilitzar per prohibir els combois àrtics dels Aliats allà, causant pèrdues doloroses a la navegació.

## A la ficció
- La pel·lícula de 1942 They Raid by Night està ambientada a Noruega just després de la campanya.
- La pel·lícula de 1942 The Day Will Dawn està ambientada en gran part a Noruega just abans i just després de la invasió.
- La invasió i la següent ocupació estan representades a la novel·la de John Steinbeck The Moon Is Down, tot i que ni Alemanya ni Noruega són referides pel seu nom.
- Paul Milner, un personatge important de la sèrie de televisió criminal Foyle's War que té lloc a la Gran Bretanya en temps de guerra, va servir a la campanya de Noruega i es va ferir la cama allà.
- La novel·la d'aventures Biggles Defies the Swastika del Captain W. E. Johns retrata les aventures del líder d'esquadró protagonista Bigglesworth (Biggles) mentre intentava escapar de Noruega després de quedar-se atrapat al país durant la invasió alemanya. La novel·la conté diverses referències a l'ocupació d'Oslo, les batalles de Narvik i la resposta naval britànica a la campanya.
- La pel·lícula noruega de 1993 The Last Lieutenant està ambientada a Oslo i Telemark al voltant de la campanya de Noruega. Es basa en les accions del segon tinent Thor O. Hannevig, un oficial de reserva de l'exèrcit noruec.
- Into the White és una pel·lícula de ficció noruega (2011) sobre membres de la tripulació alemanya i britànica que es troben després que els dos avions fossin abatuts a les muntanyes noruegues a finals d'abril de 1940.
- La novel·la de 2008 The Odin Mission de James Holland és un llibre britànic sobre un grup de tropes britàniques, franceses i noruegues que intenten arribar a les línies aliades en retirada mentre protegeixen un civil amb informació crucial i són caçats per les tropes de muntanya alemanyes.
- La pel·lícula noruega del 2016 The King's Choice es basa en la història real de tres dies dramàtics a l'abril de 1940, on el rei de Noruega es presenta amb un ultimàtum inimaginable de les forces armades alemanyes: rendir-se o morir.
- La pel·lícula noruega de 2022 Kampen om Narvik representa les batalles de Narvik
- Al videojoc Battlefield V del 2018, la campanya de Noruega va aparèixer en multijugador, amb 2 mapes amb un basat en la batalla de Narvik i l'altre ambientat a les serralades de Noruega, on les dues faccions que lluitaven eren les forces armades del Regne Unit i la Wehrmacht alemanya.[124]